# Кауфман, Адольф
Адольф Кауфман (нем. Adolf Kaufmann; 15 мая 1848, Опава — 25 ноября 1916 или 2 декабря 1916[…], Вена) — австрийский художник-пейзажист, младший брат пейзажиста Карла Кауфмана. 

## Биография

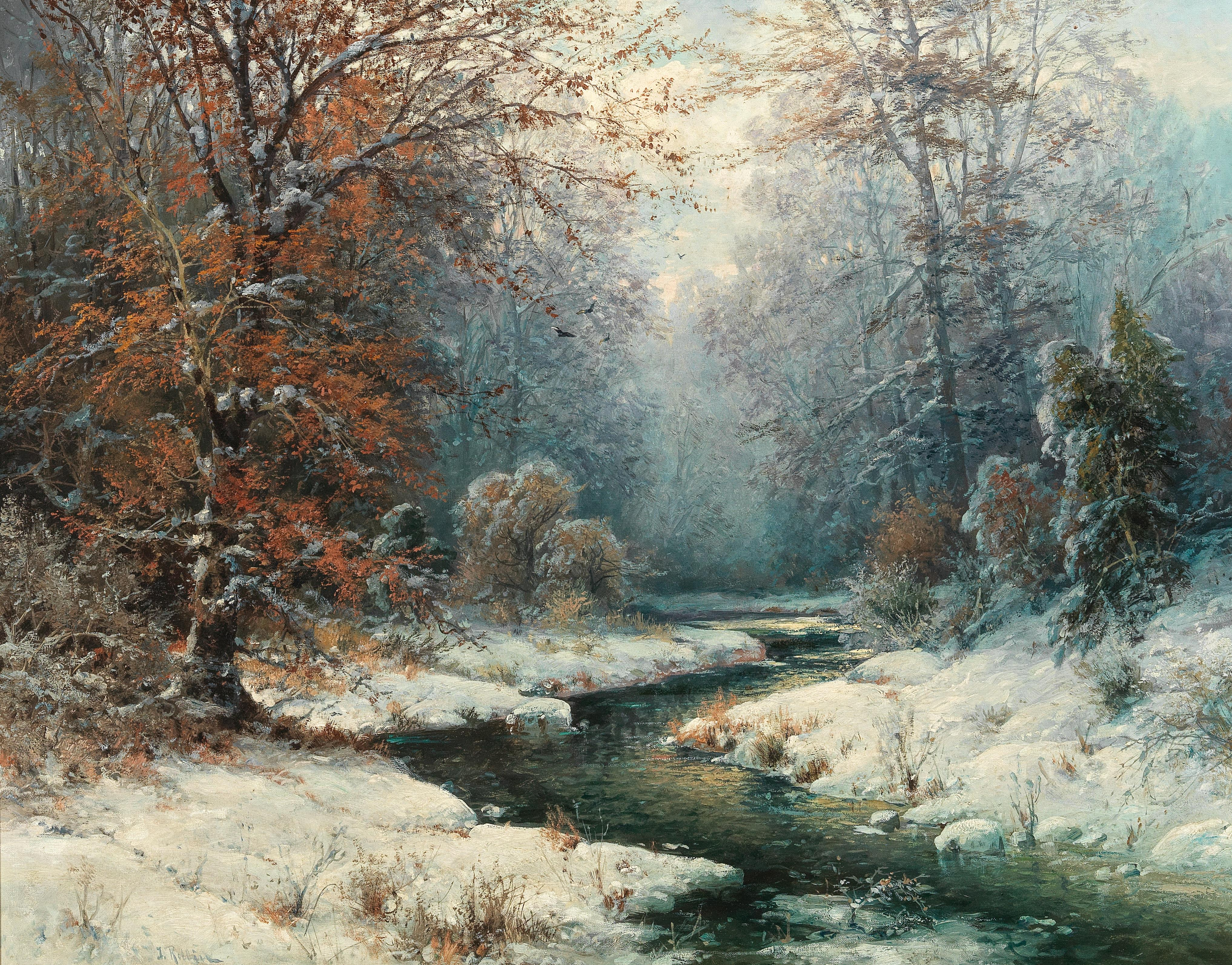
Зимний лесной пейзаж

Родился в 1848 году в Опаве. Учился живописи в Париже у Эмиля ван Марке. В поисках подходящей натуры для пейзажей объездил всю Европу: родную Австрию, Германию, Россию, Францию, Норвегию и т.д.
В 1890 году поселился в Вене, где в 1892 году женился вторым браком на художнице Ирен Фрик, а в 1893 году, совместно с двумя другими художниками, открыл рисовальную школу, которая продолжала действовать, по меньшей мере, до 1900.
Живя в Вене, Кауфман даже в старости не оставил постоянных путешествий. Так, в 1910 году он побывал в Голландии, в 1912 году — снова в Голландии (в Амстердаме) и в Южном Тироле, в 1913 году — ещё раз в Голландии, а затем в Норвегии. В 1914 году он совершил свою последнюю поездку в северную Италию. Кроме этого, в предшествующие годы регулярно возвращался во Францию, посещал Париж, путешествовал по Бретани, Нормандии и по соседней Бельгии.
Скончался в 1916 году в Вене.

## Творчество и наследие
Пейзажи Кауфмана при его жизни пользовались спросом и входили в коллекции аристократов и августейших особ. Сегодня работы Кауфмана хранятся в собраниях таких музеев, как Музей Леопольда в Вене и Музей Перы в Стамбуле. Большая часть пейзажей Кауфмана по-прежнему находятся в частных коллекциях.

## Галерея

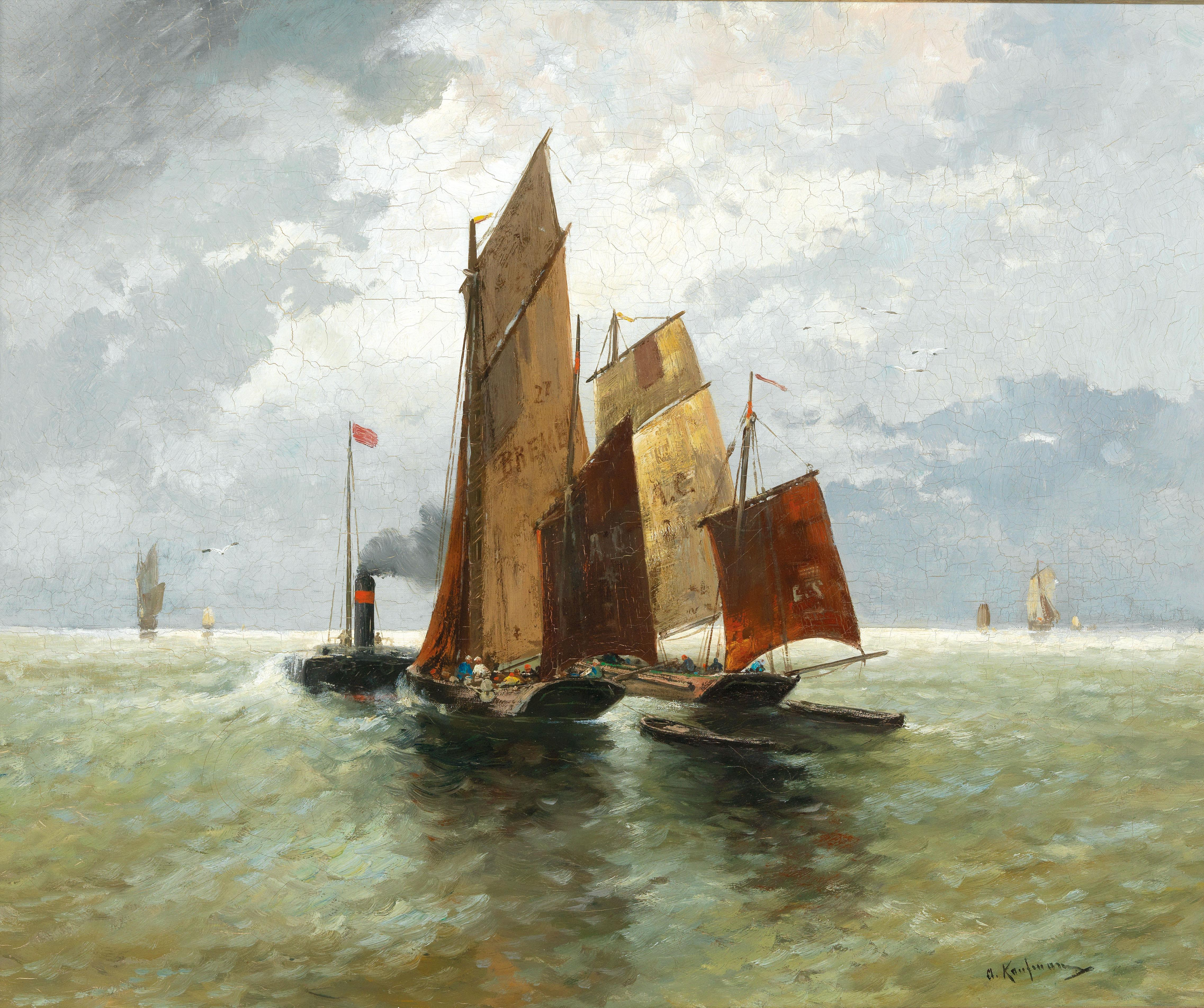
Пароход и рыбачьи лодки в открытом море
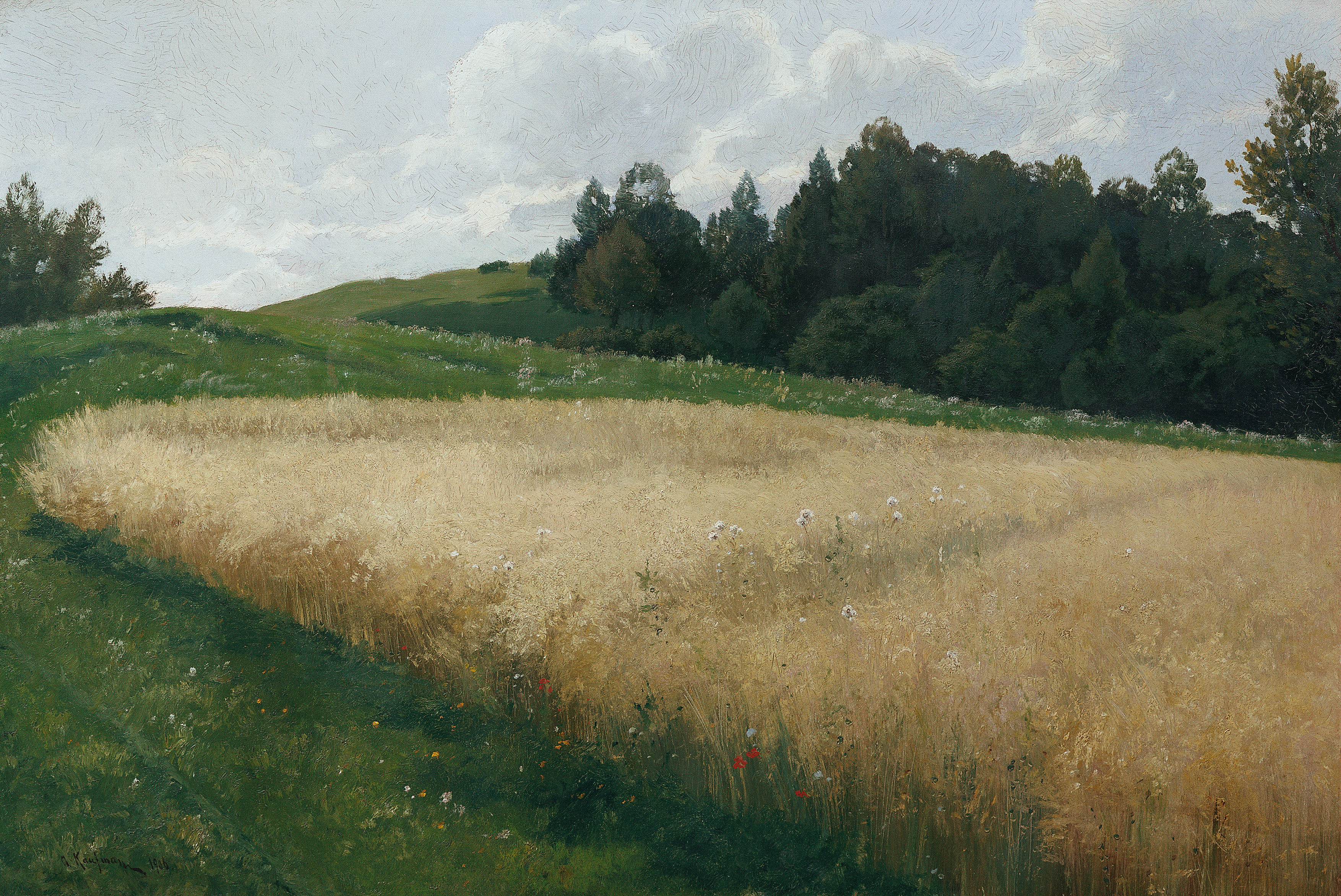
Овсяное поле
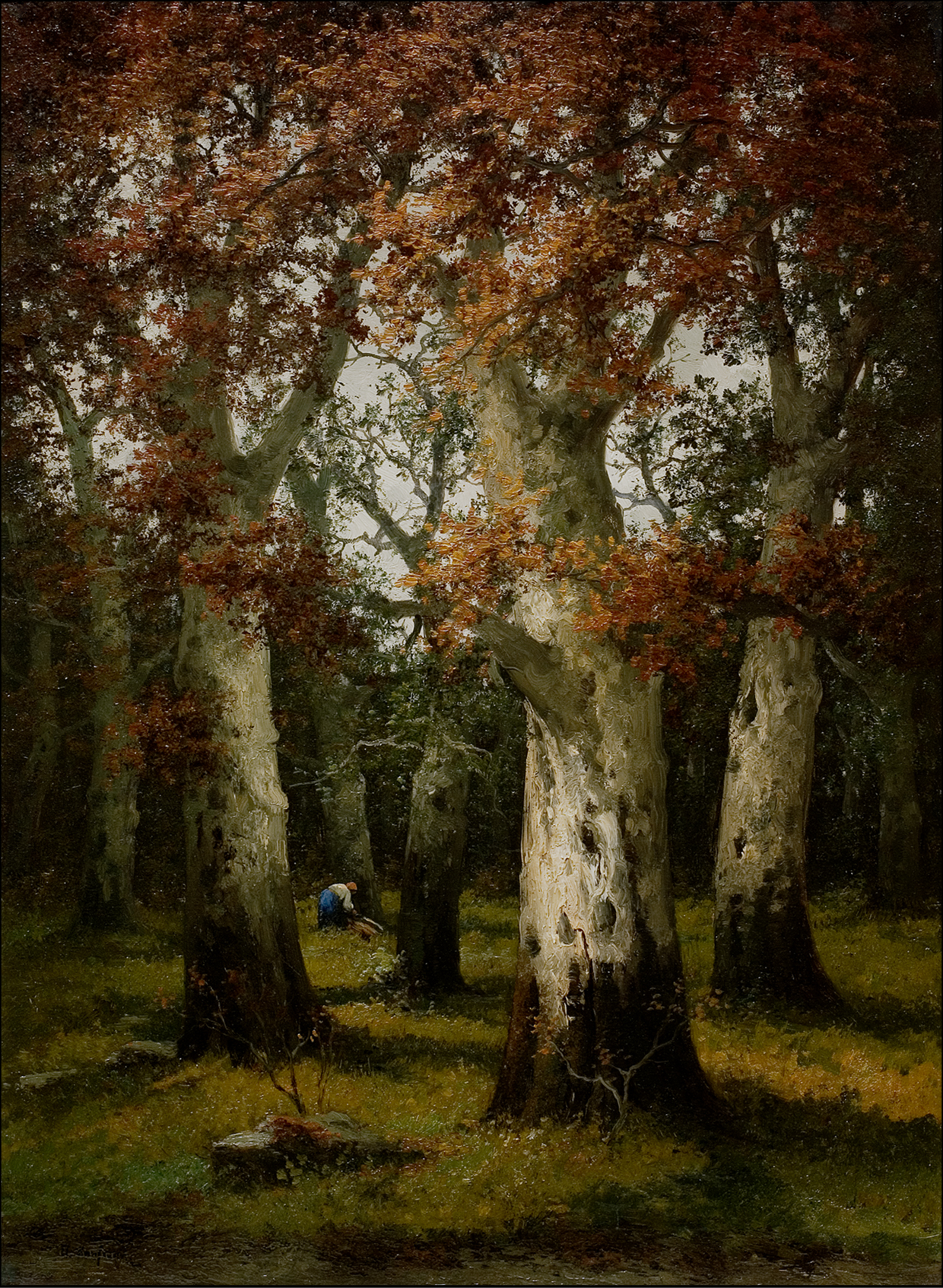
Сборщица хвороста
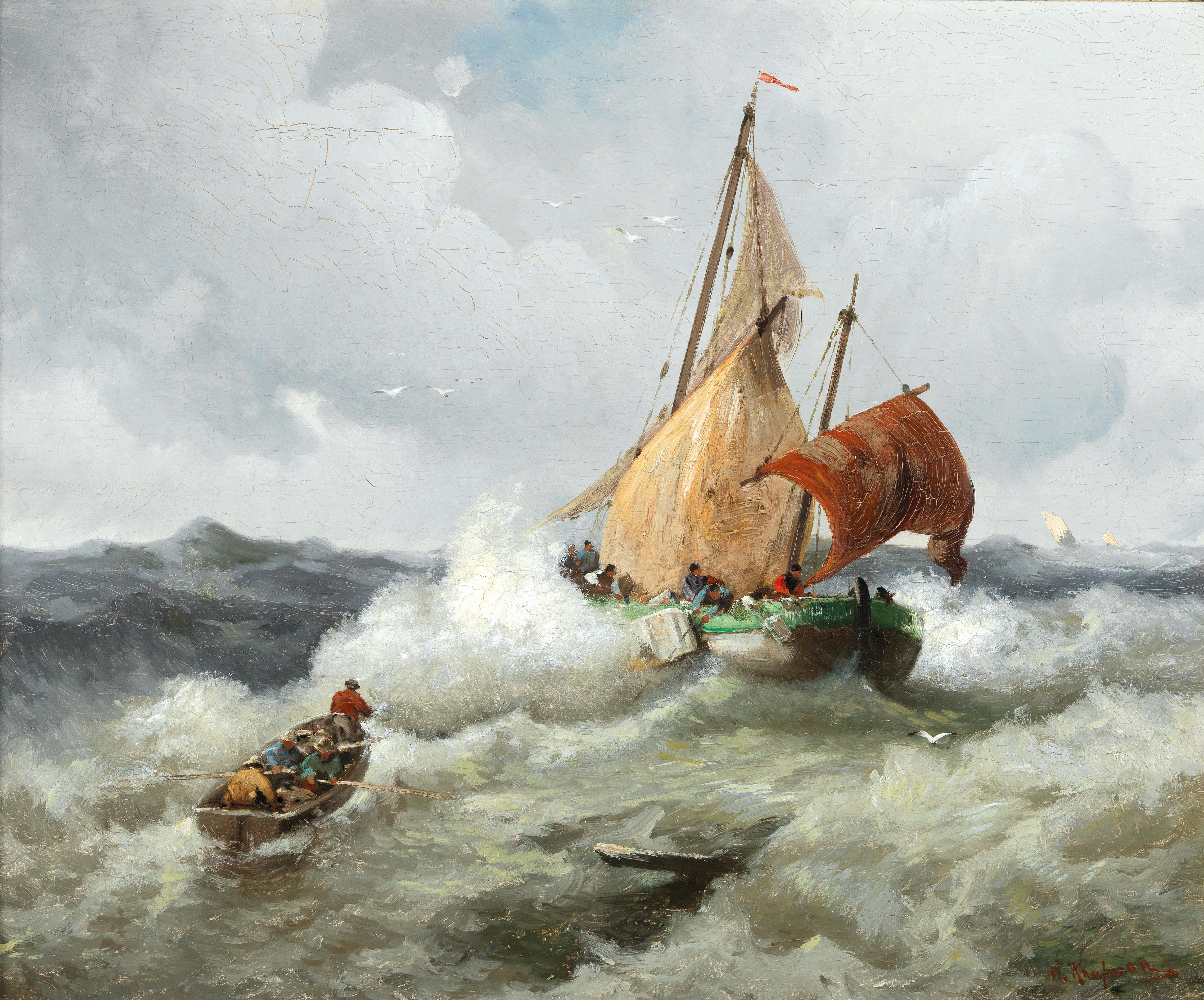
Рыбаки в бурном море
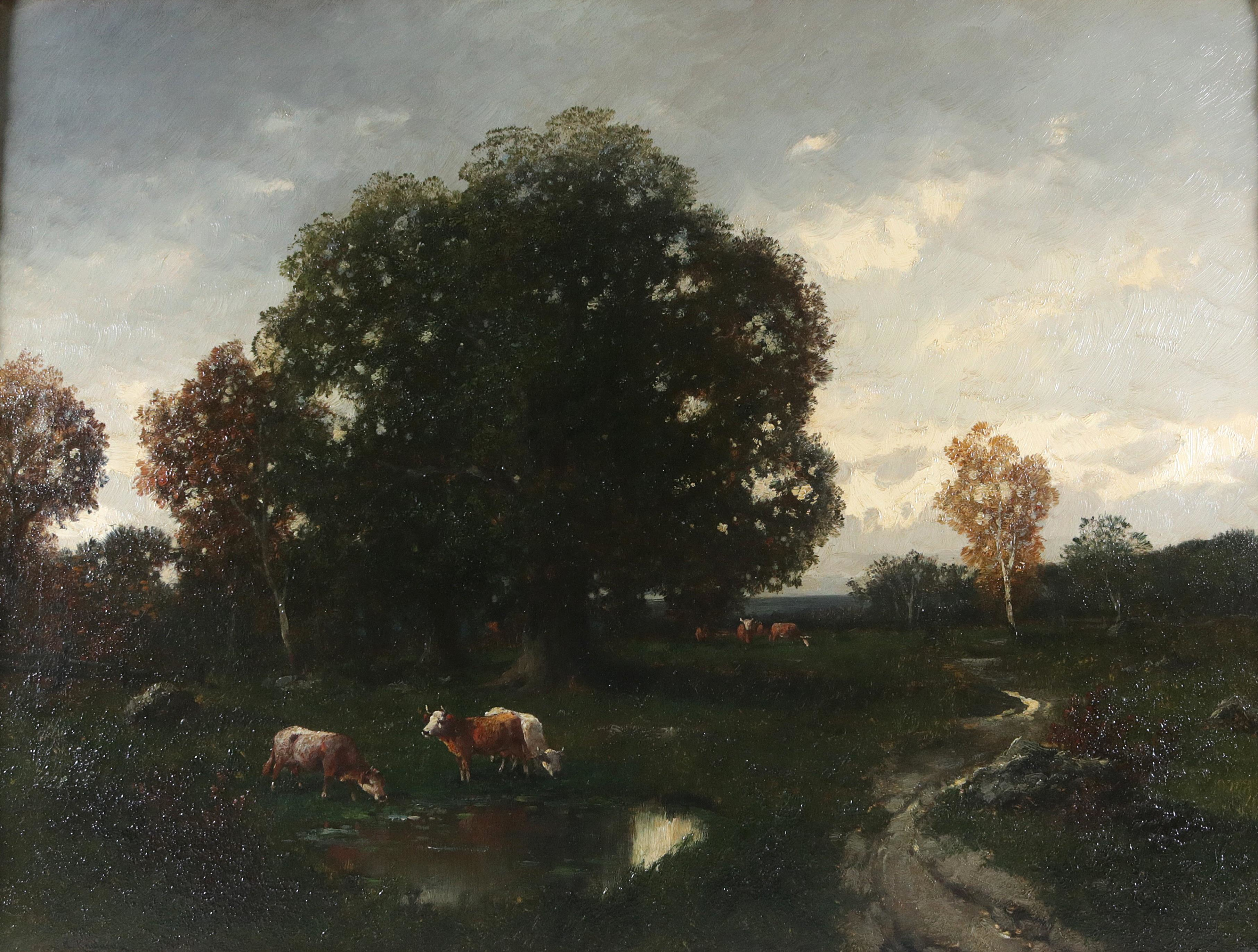
Коровы на пастбище
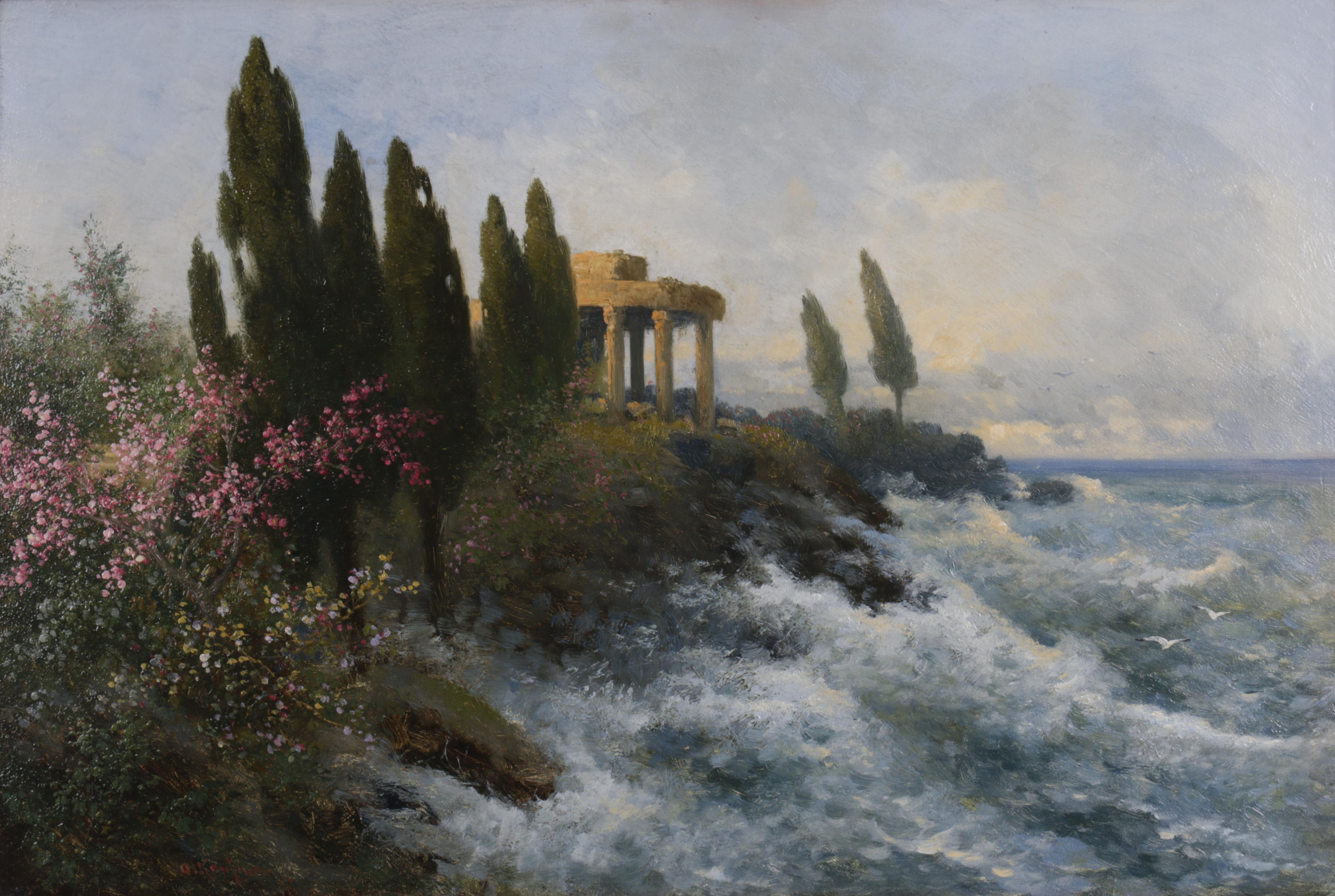
Средиземноморский пейзаж с языческим храмом
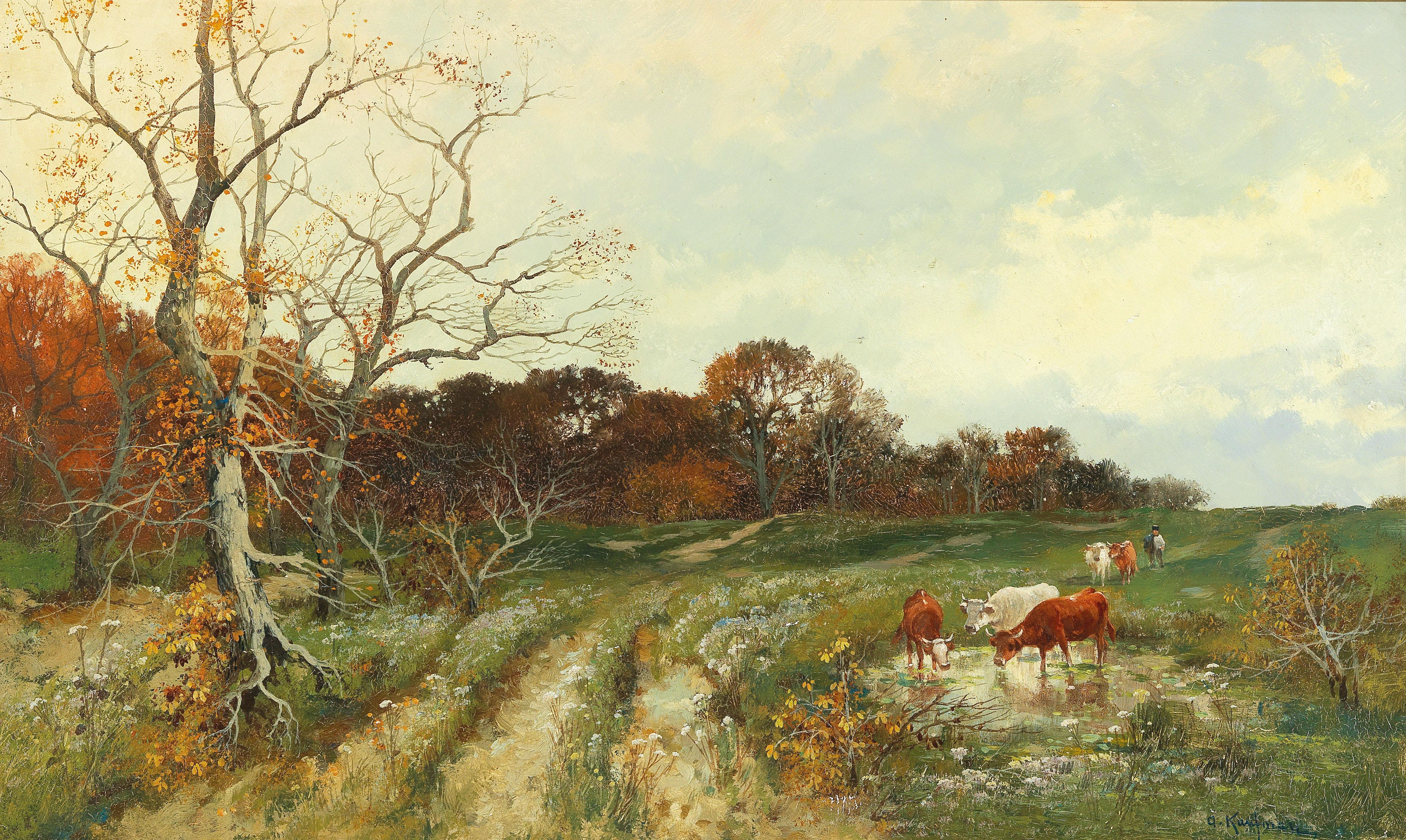
Летний пейзаж с пасущимися коровами
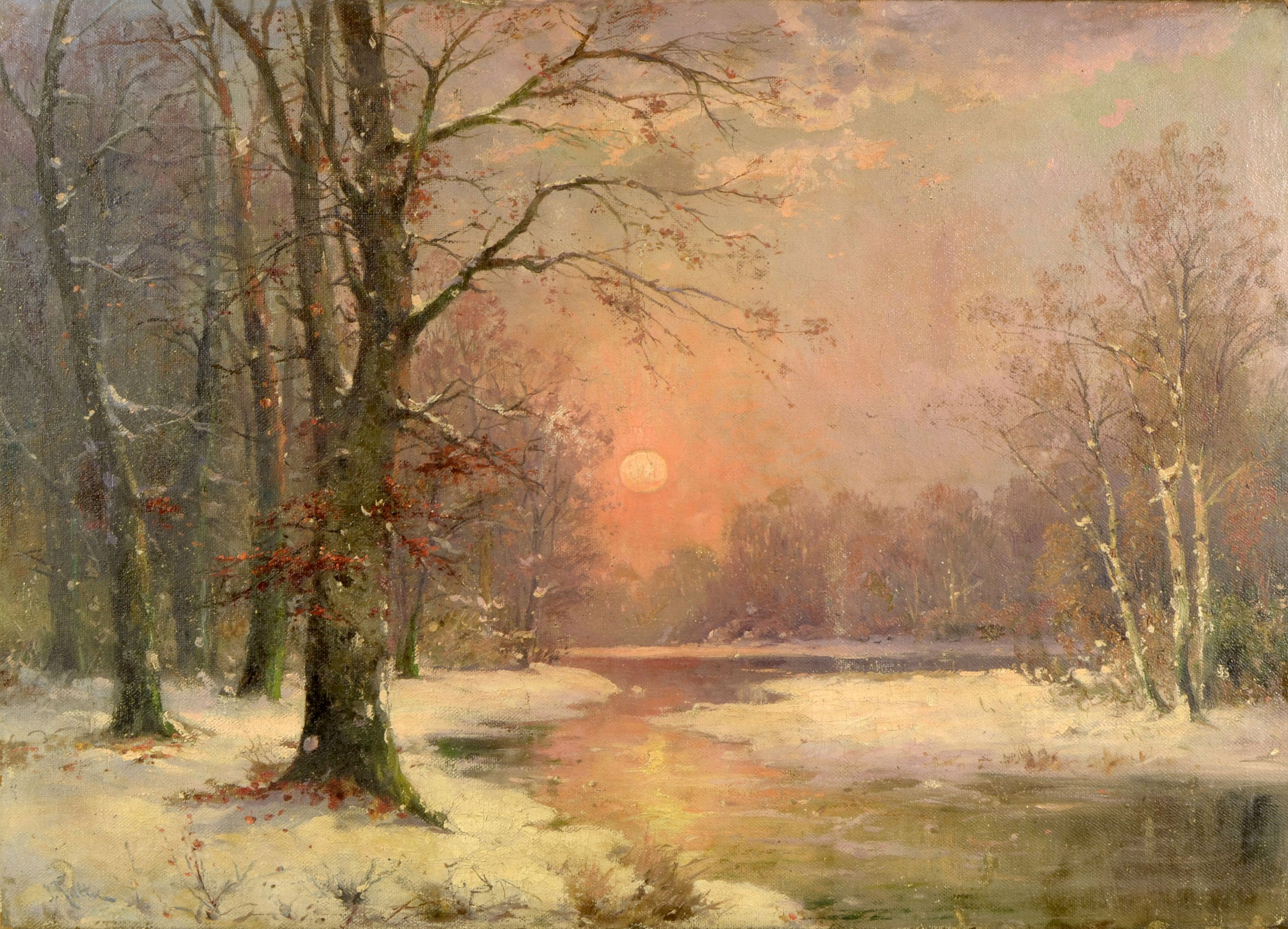
Зимний закат
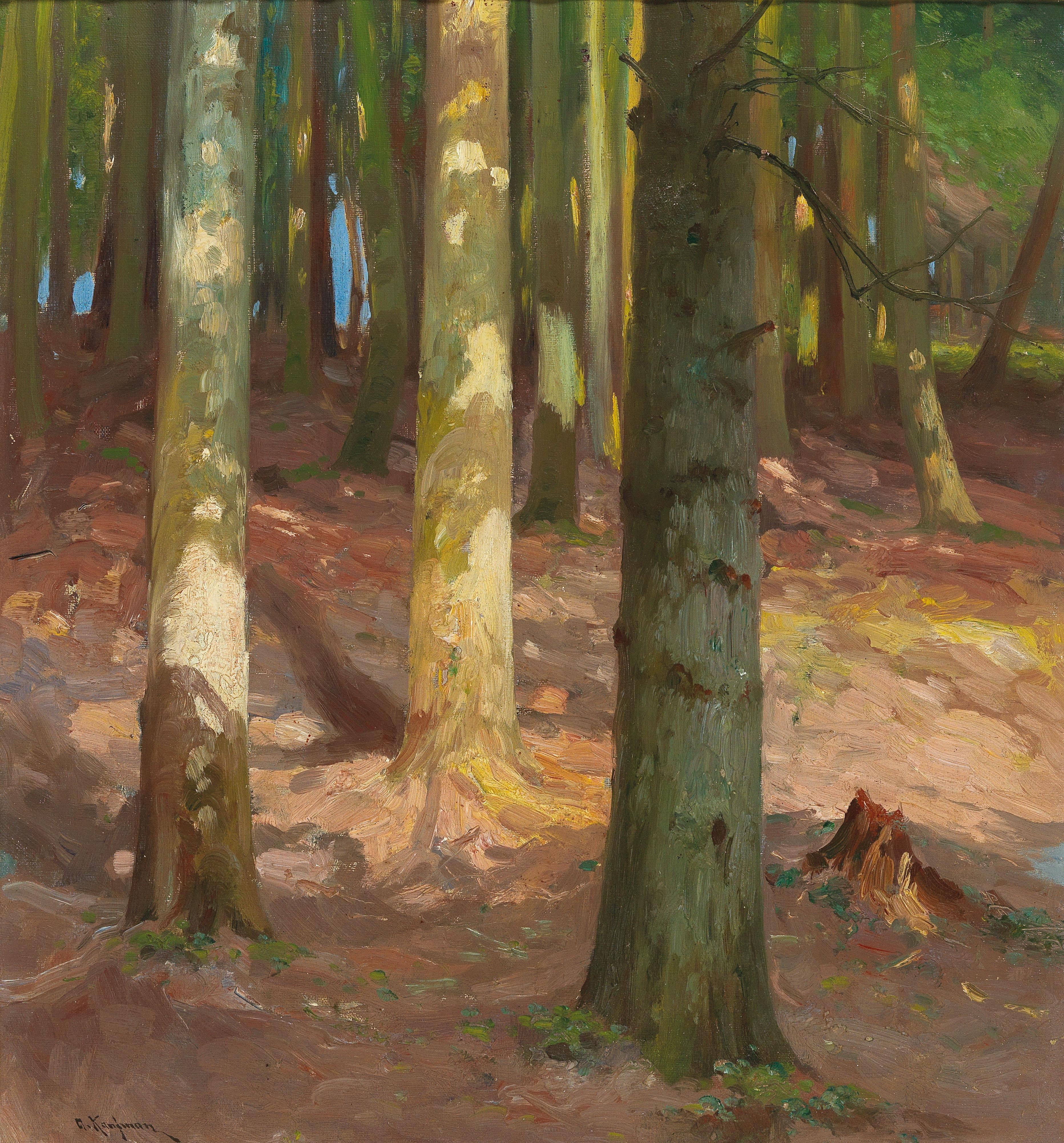
Лесной пейзаж
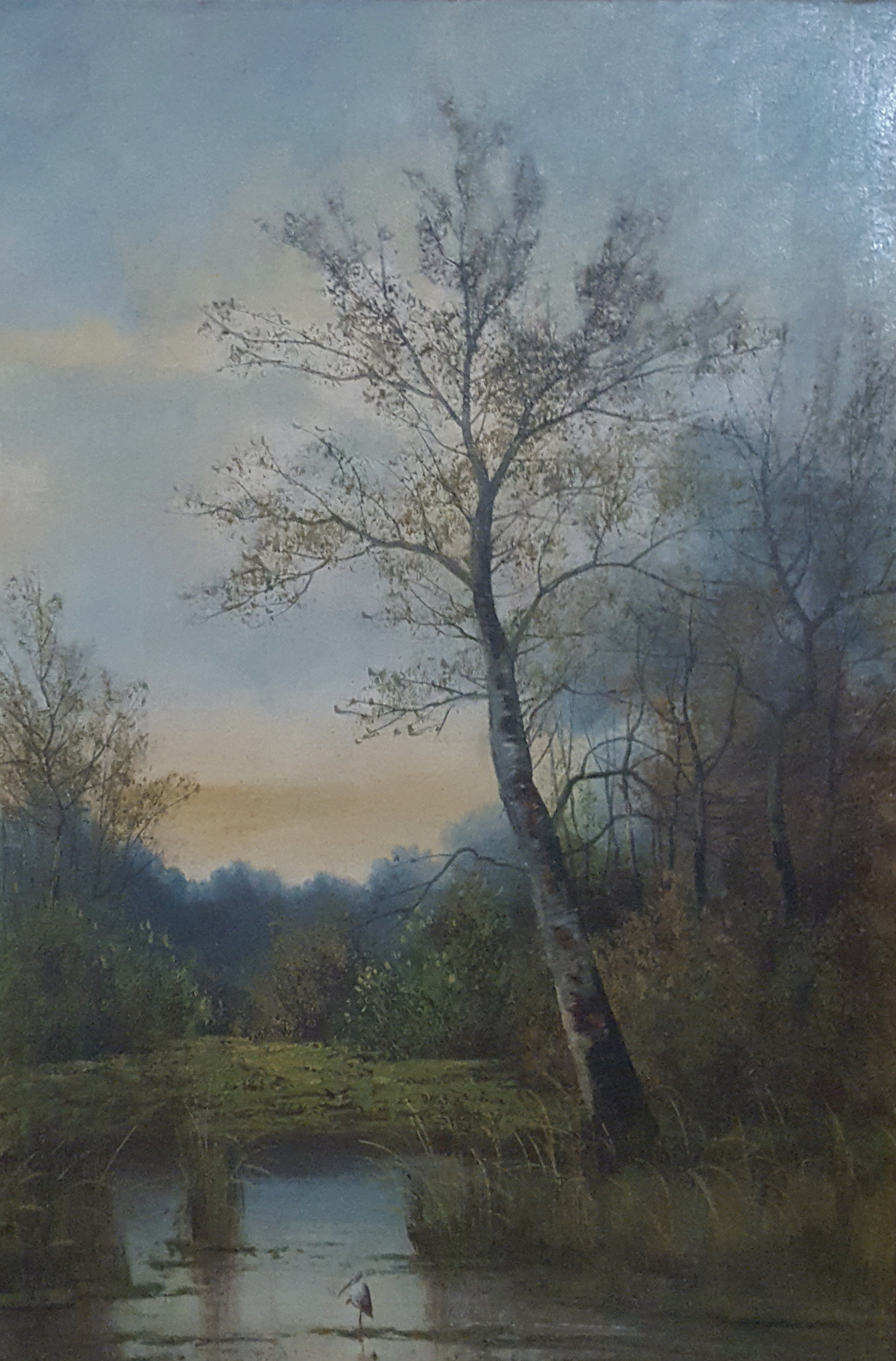
Пейзаж с прудом
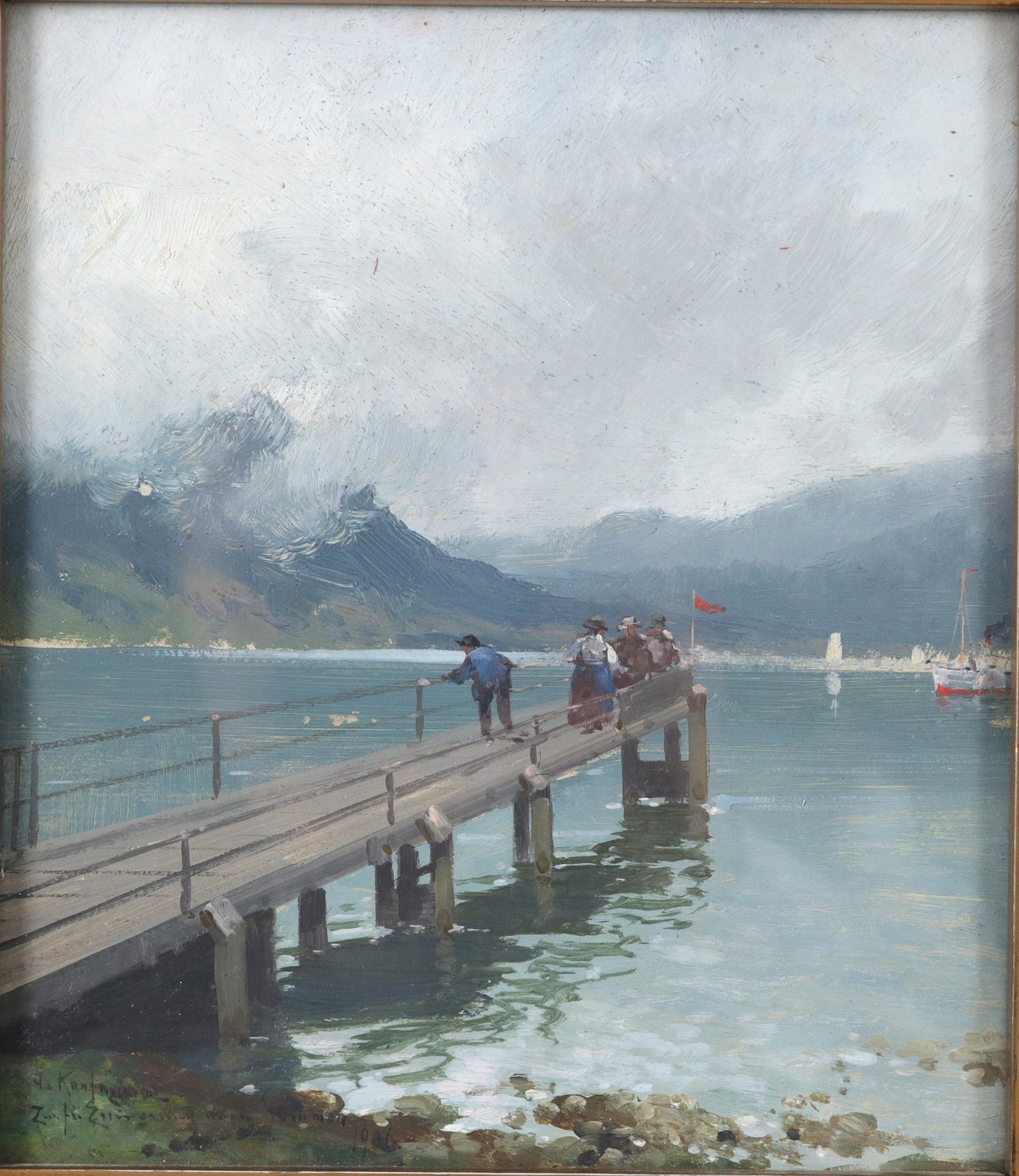
Воспоминания о лете
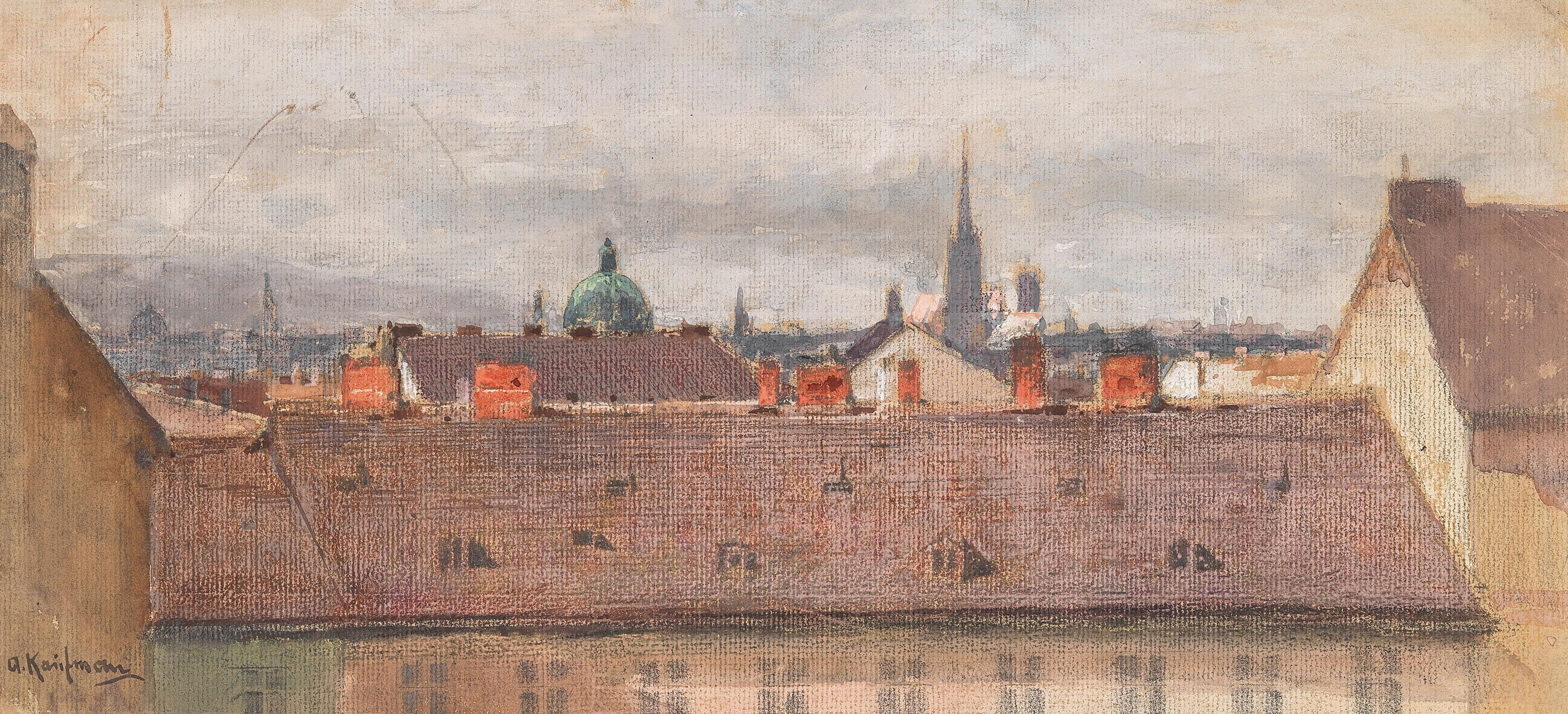
Венские крыши
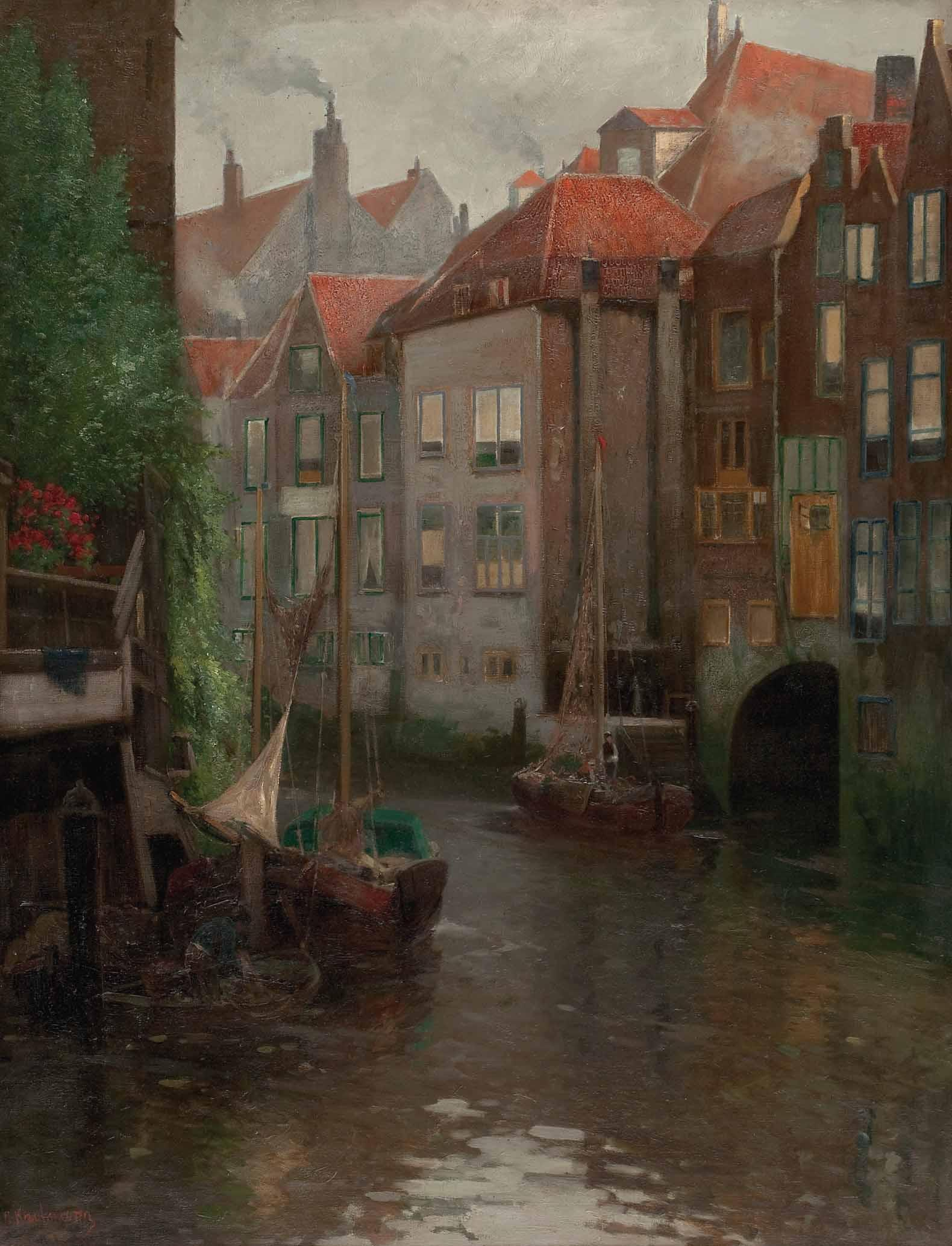
Лодки на канале
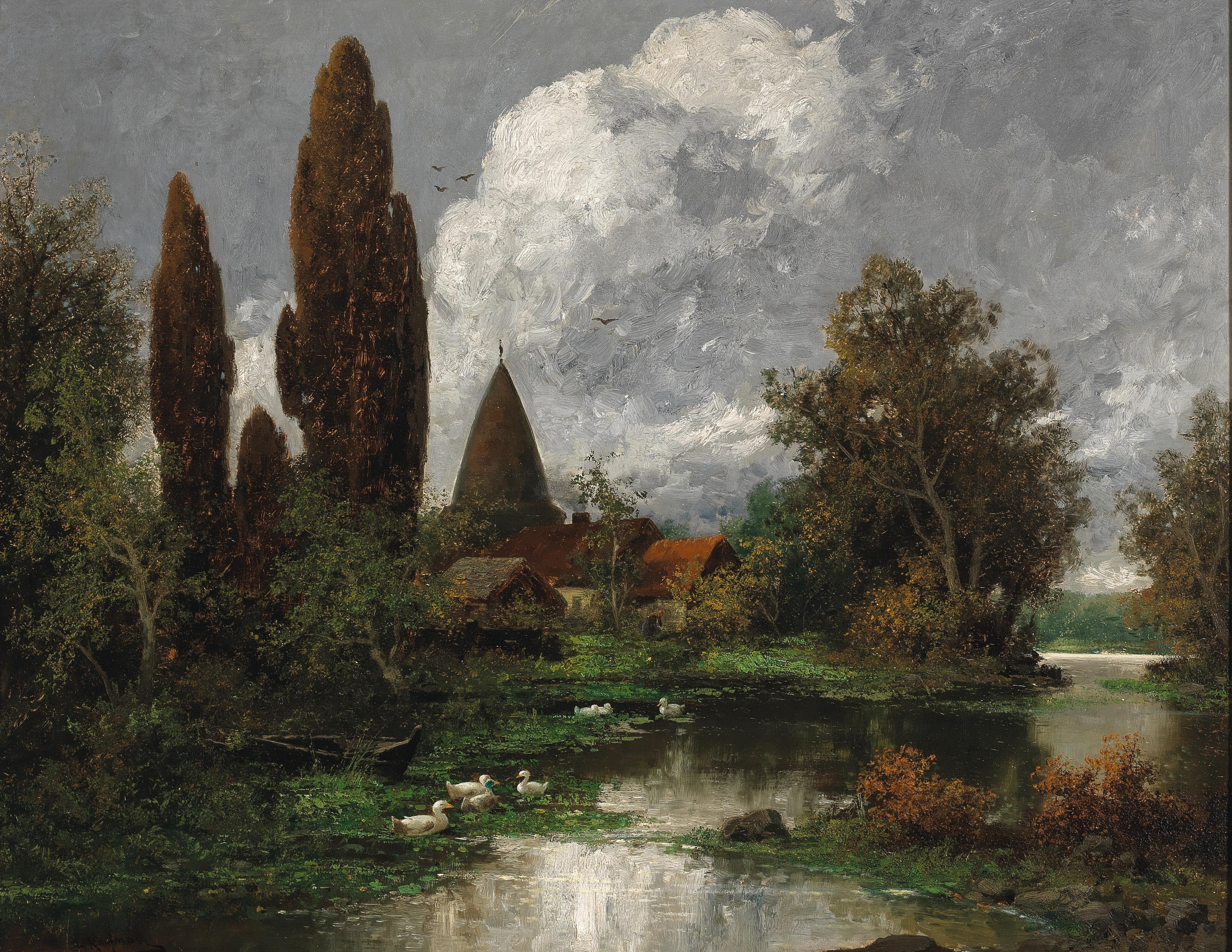
Домашние утки на деревенском пруду
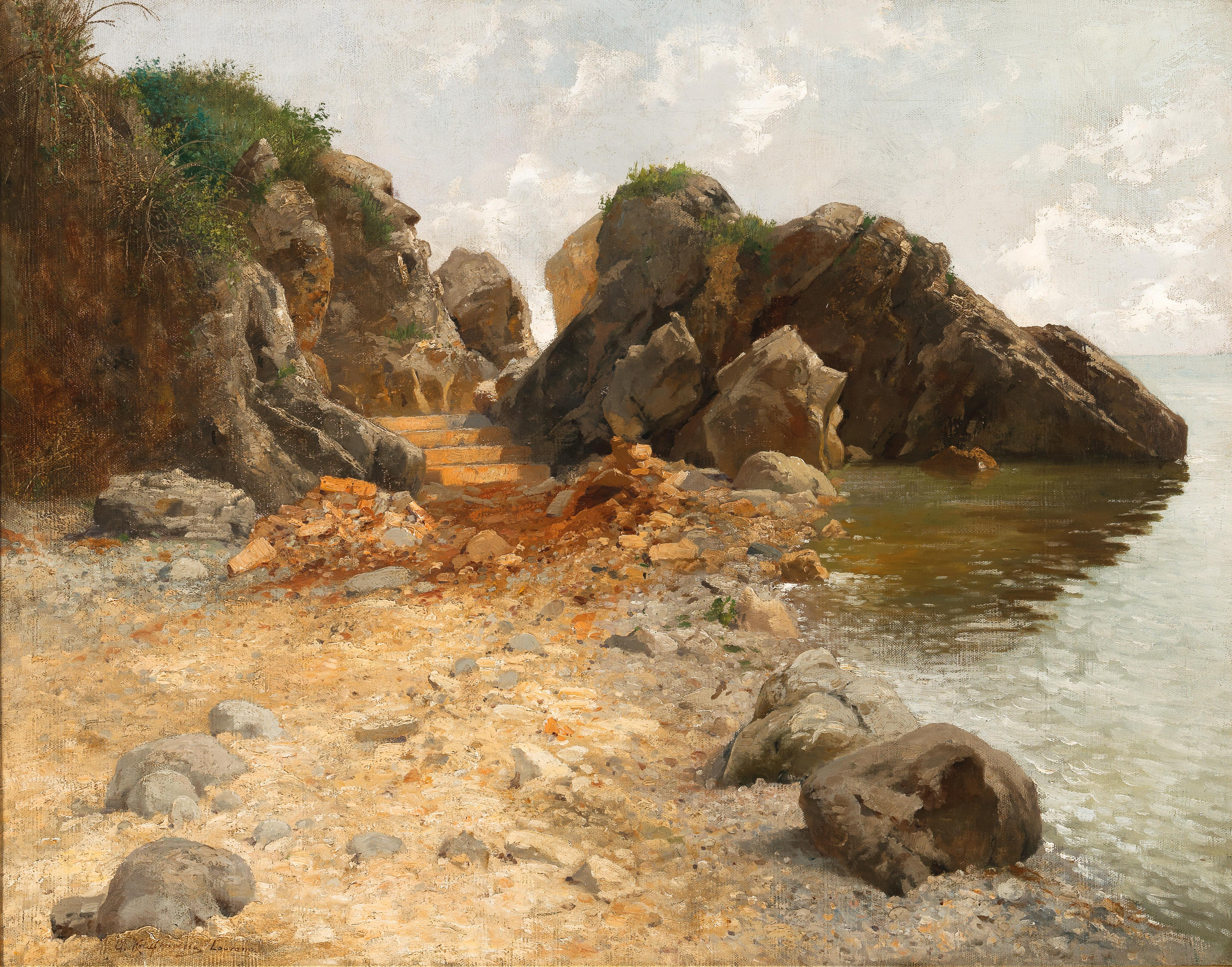
Скалистое побережье возле Ловрана
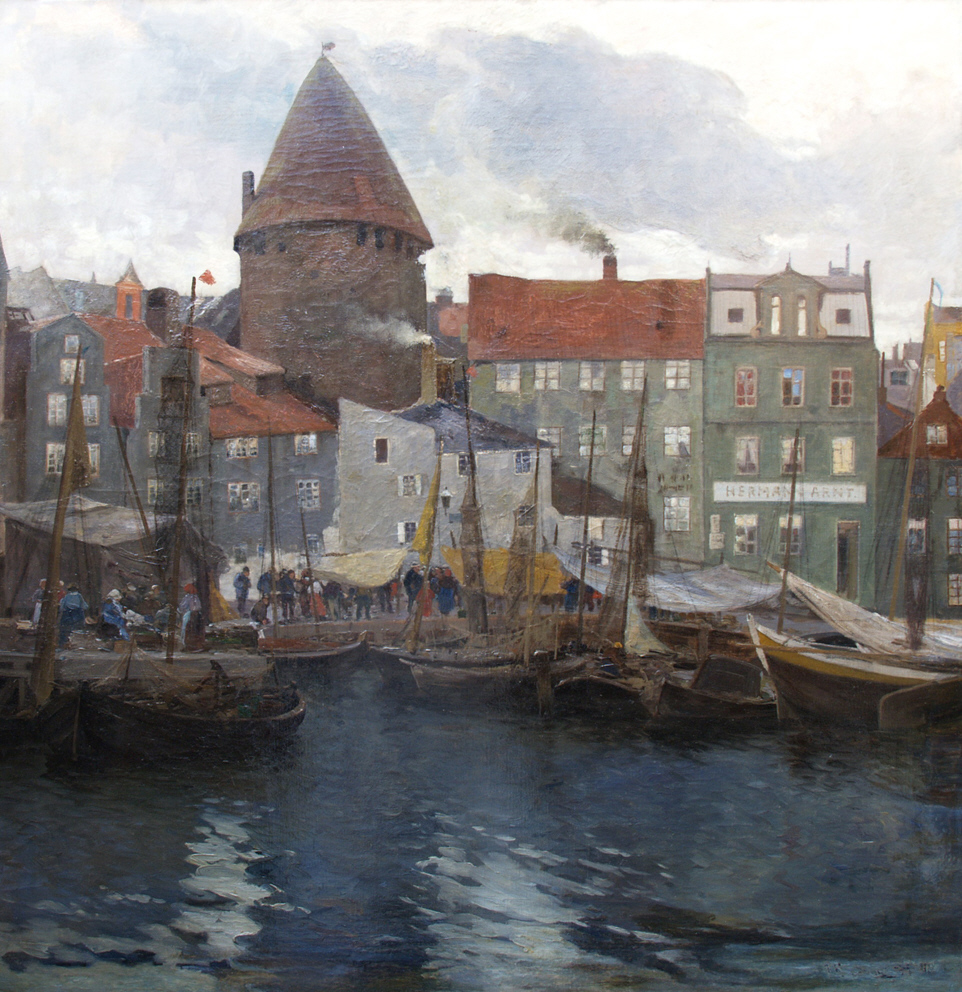
Рыбачьи лодки в порту
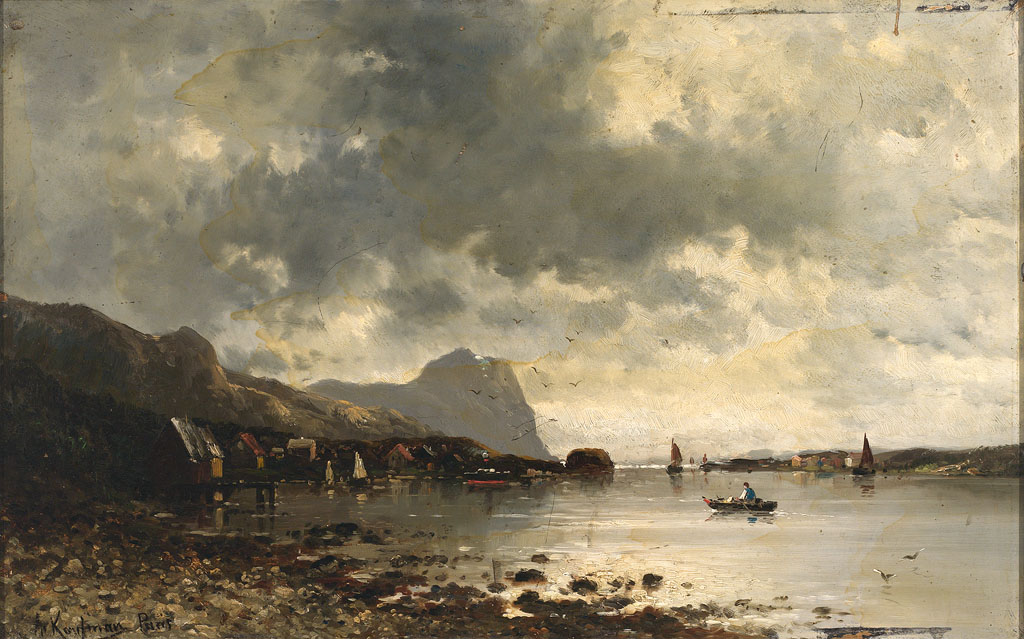
Пейзаж с фьордом
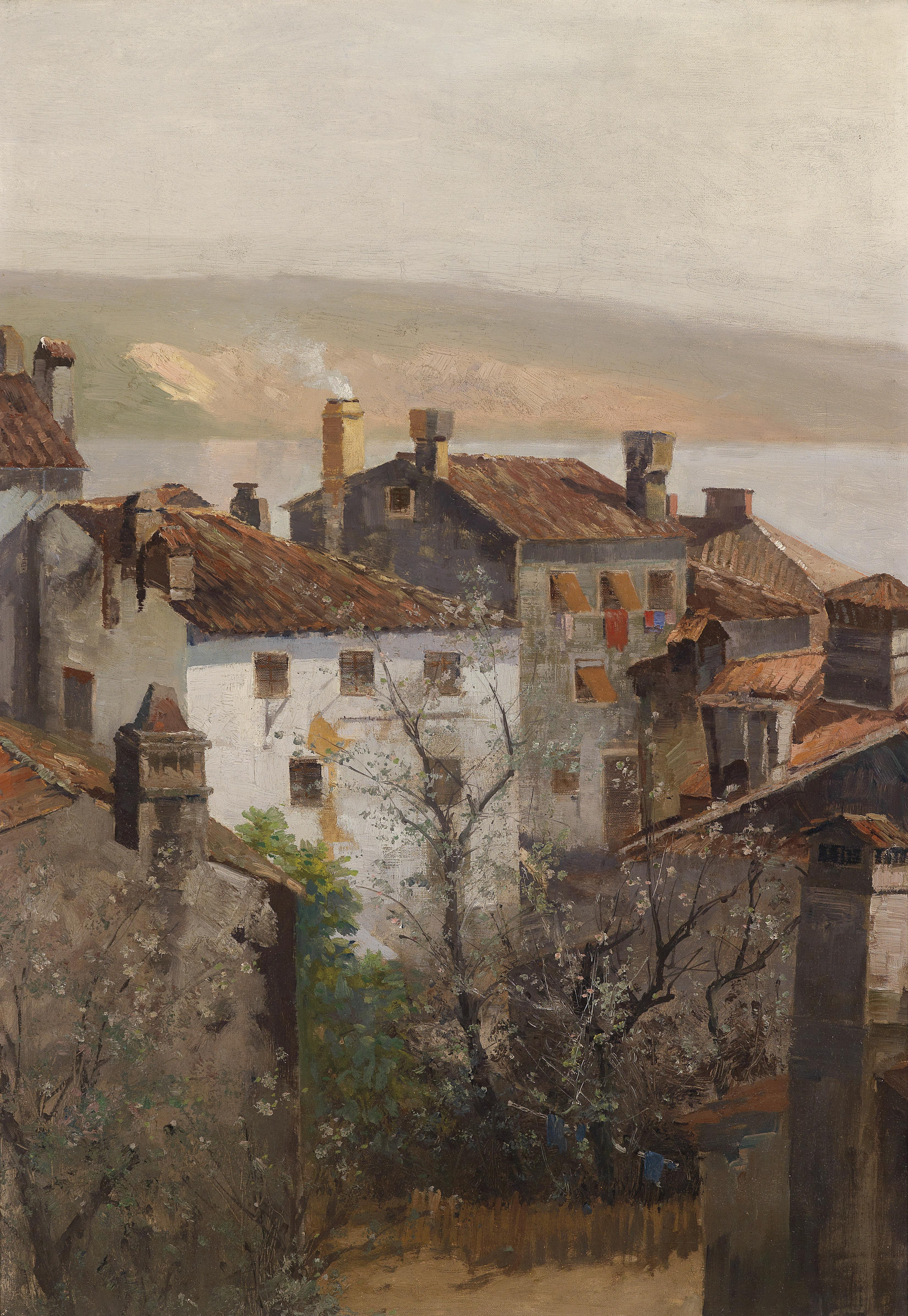
Весна в Истрии
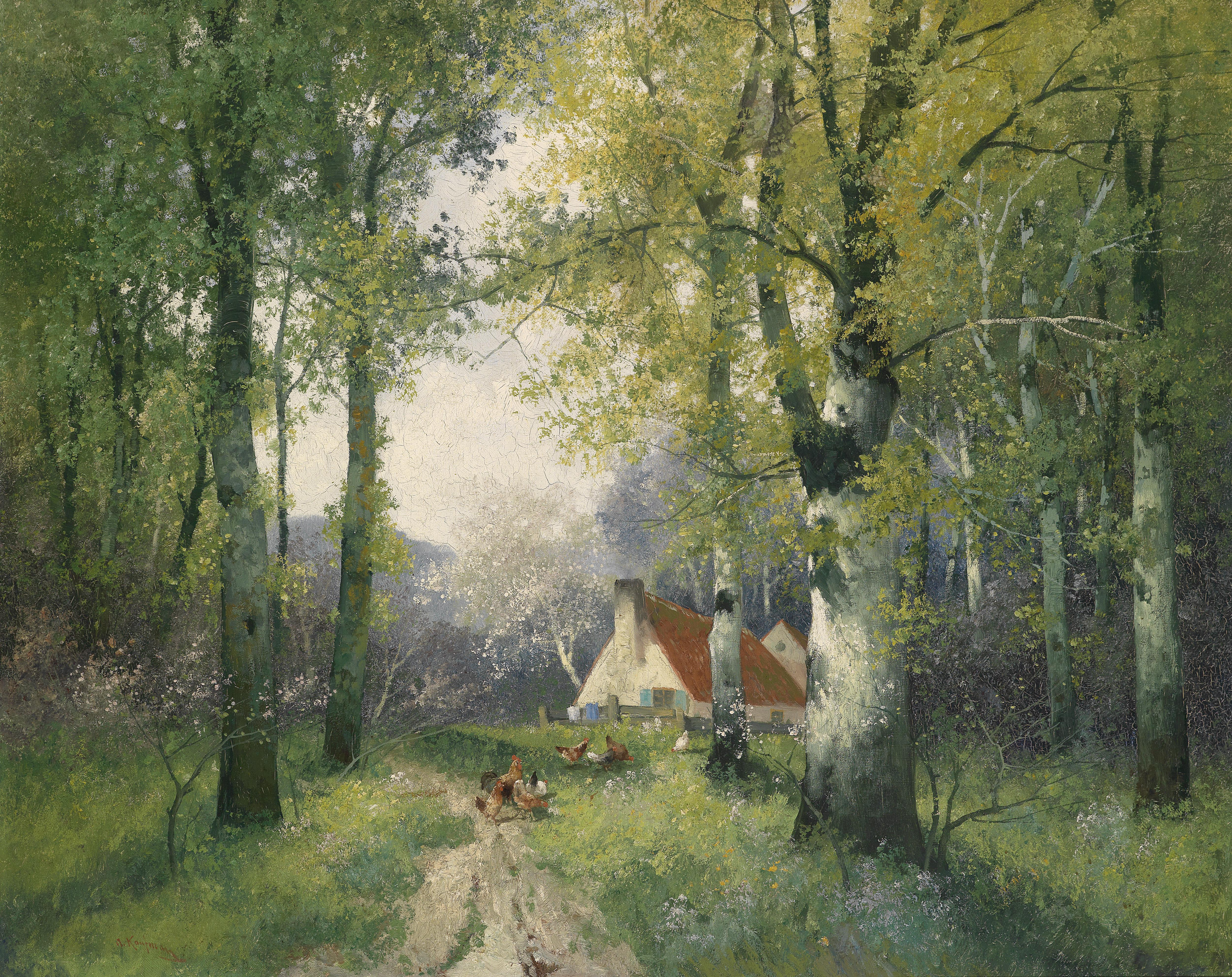
Весенний пейзаж
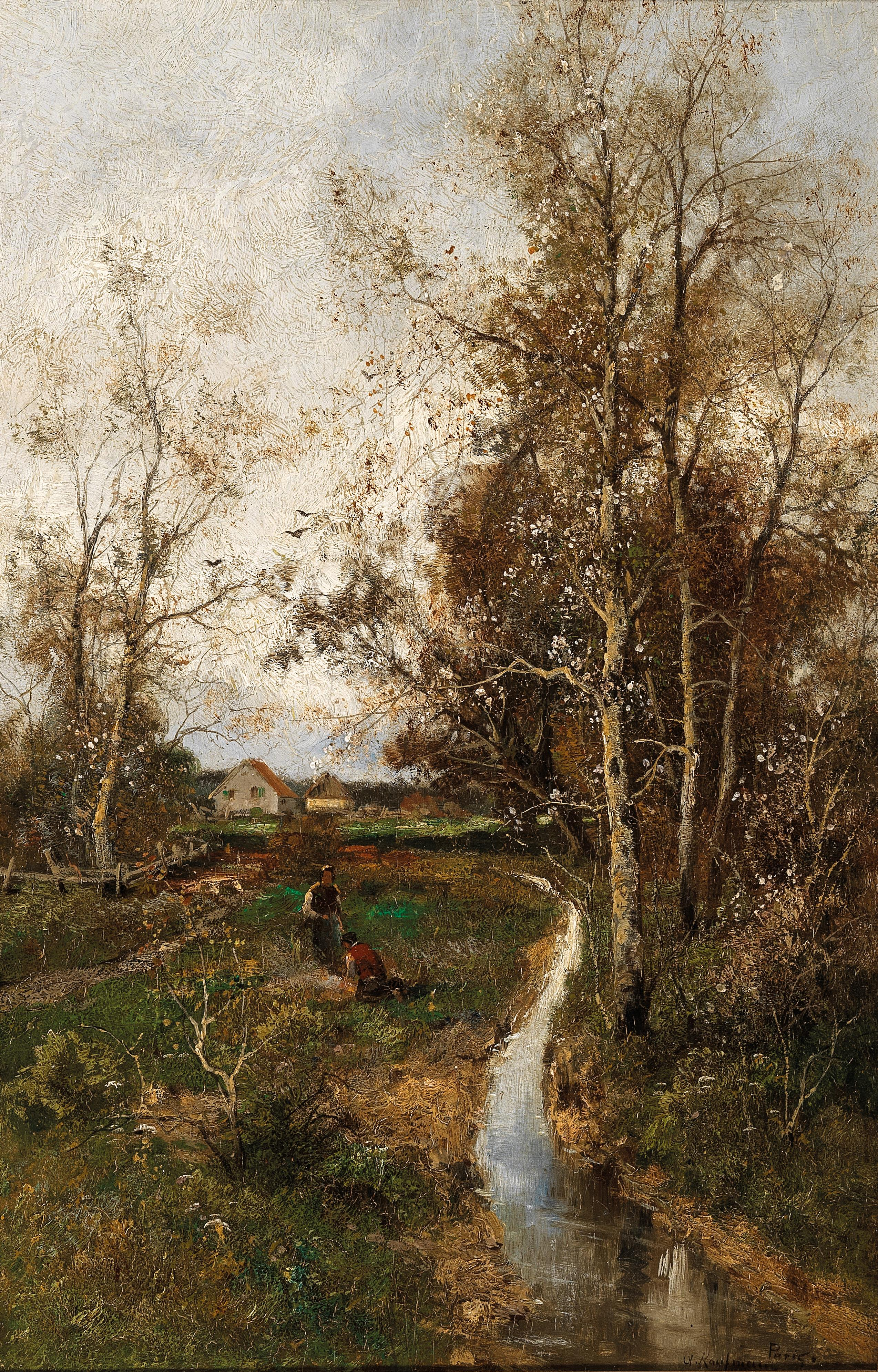
Весенний пейзаж с ручьём
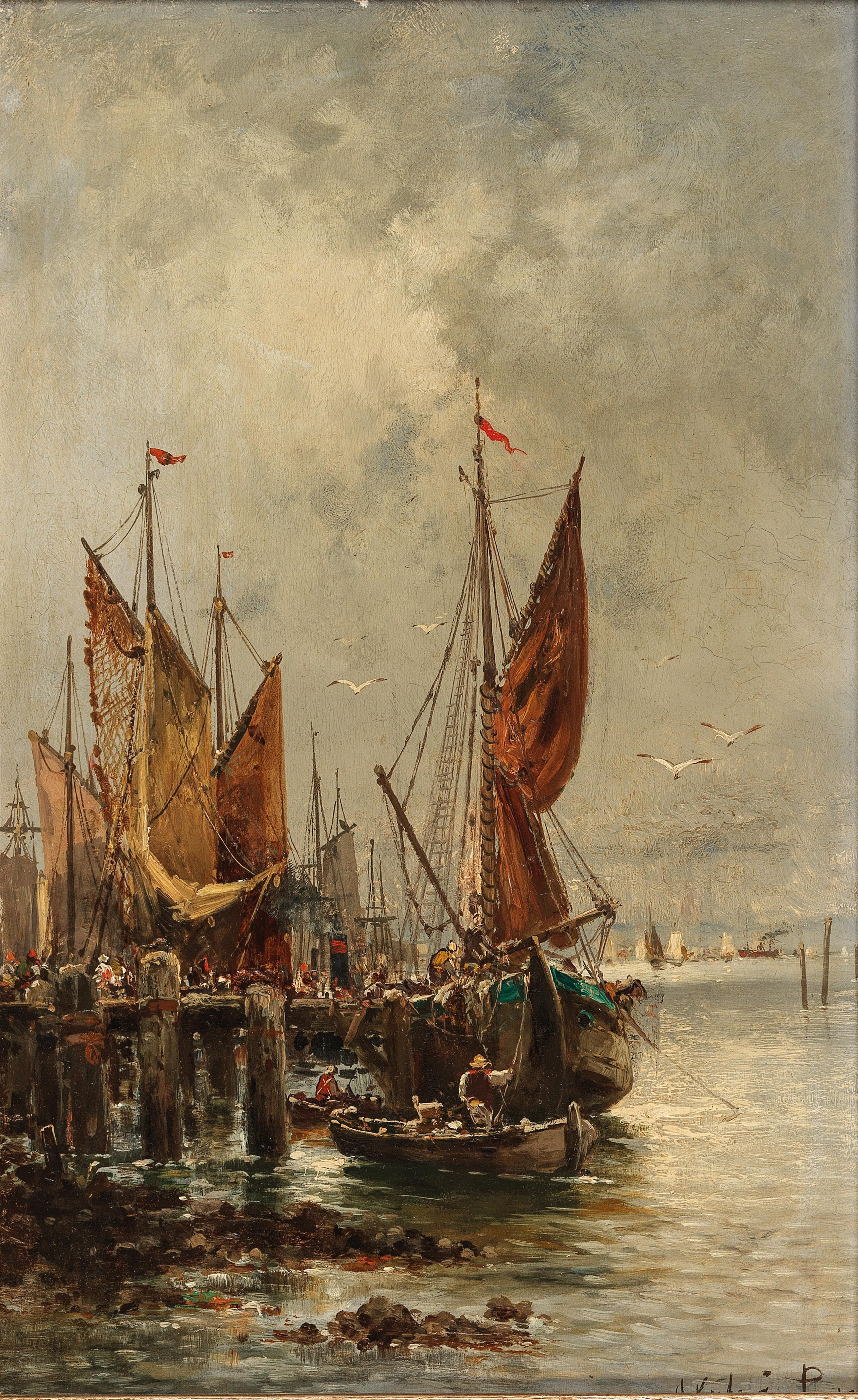
Гавань
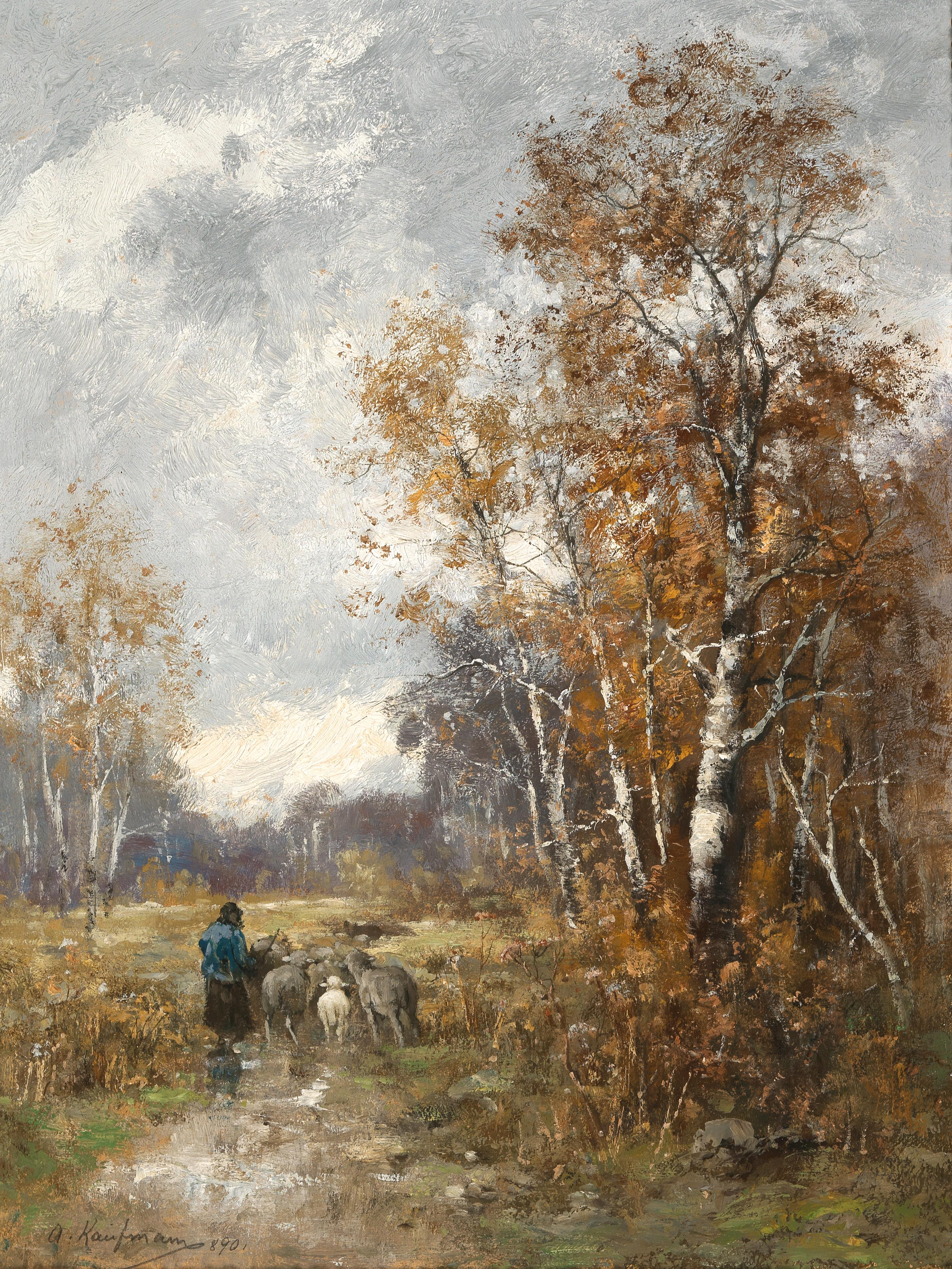
Осенний пейзаж с пастухами
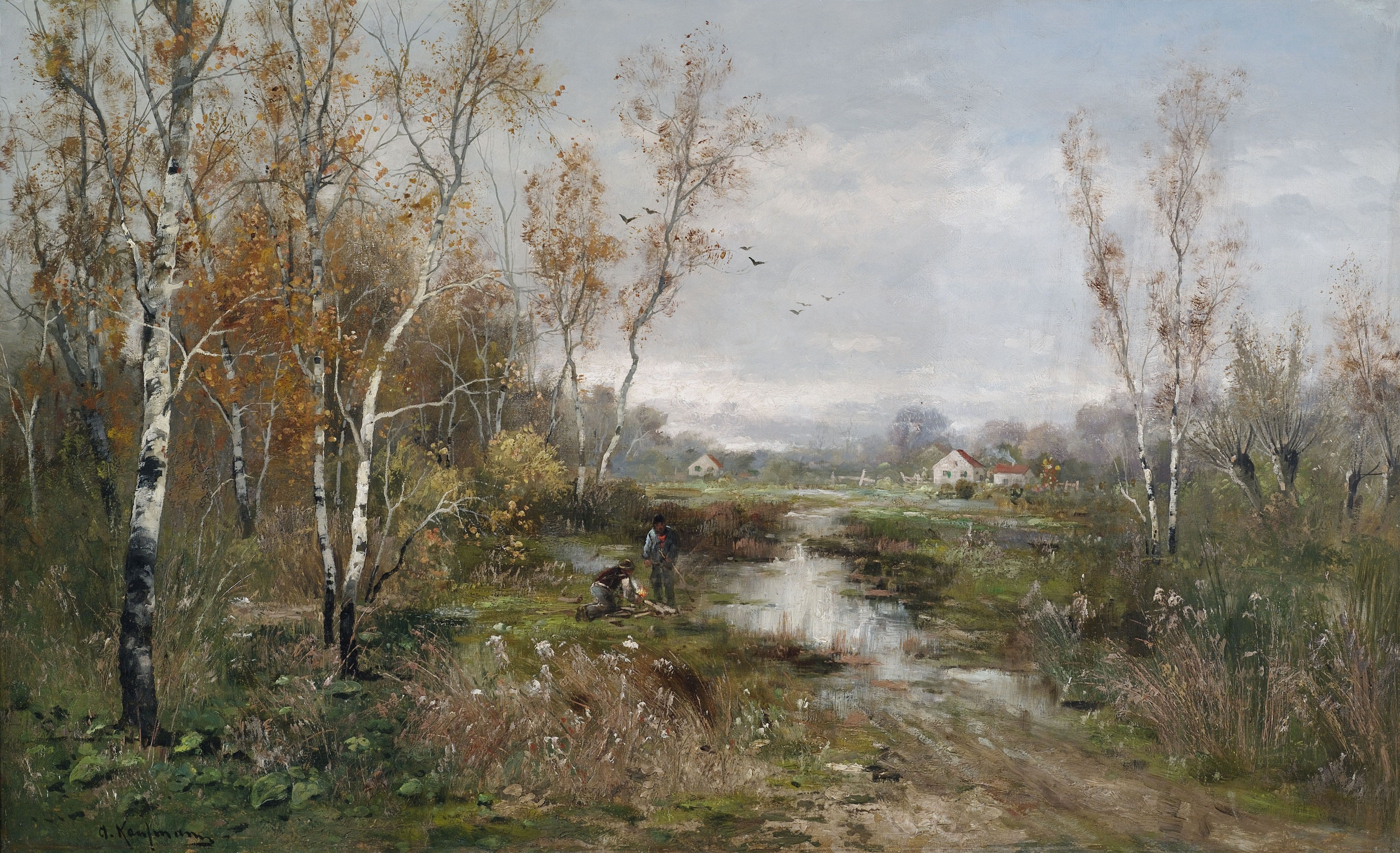
Вересковая пустошь осенью
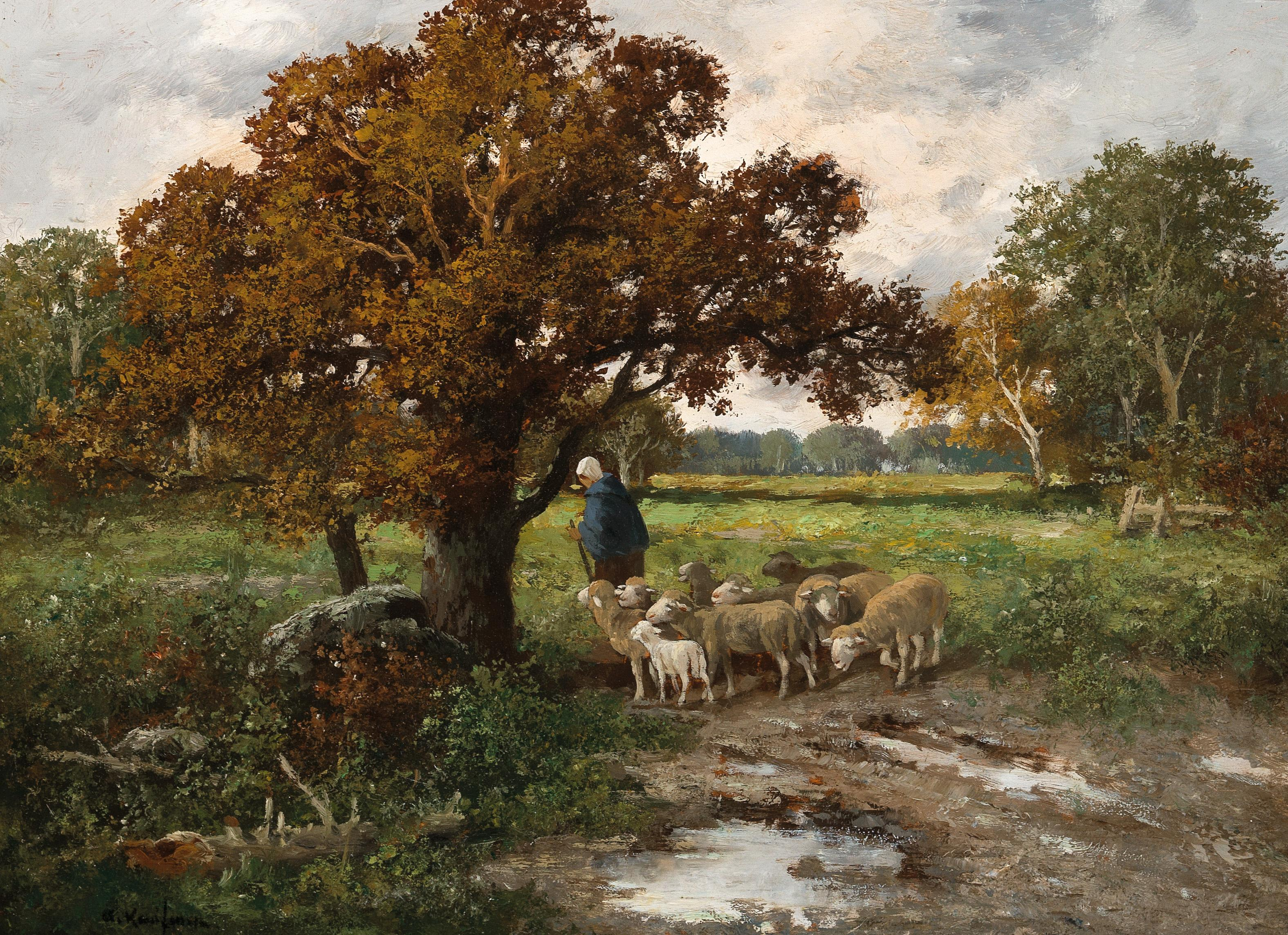
Пастушка с овечьим стадом
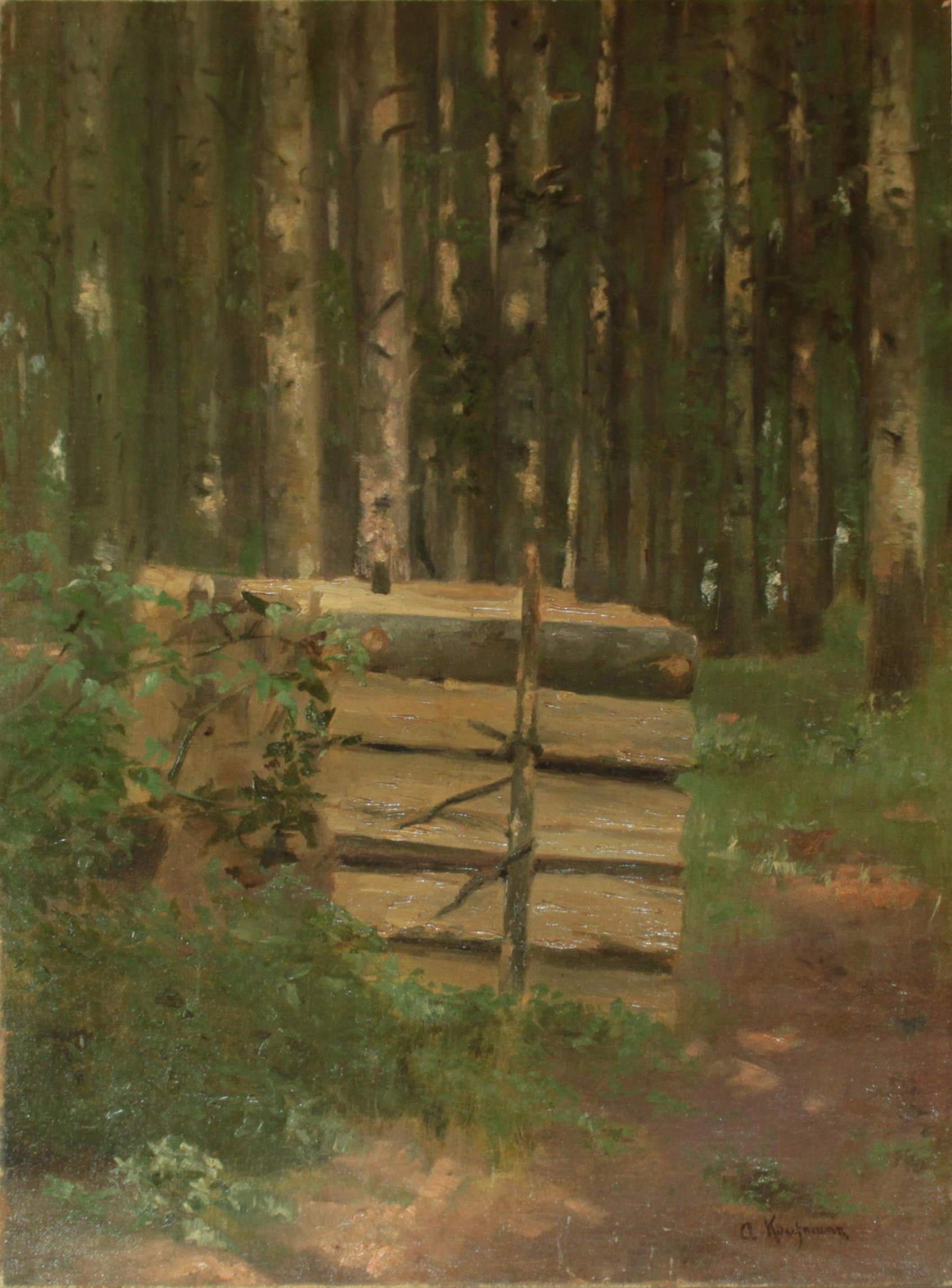
Поленница
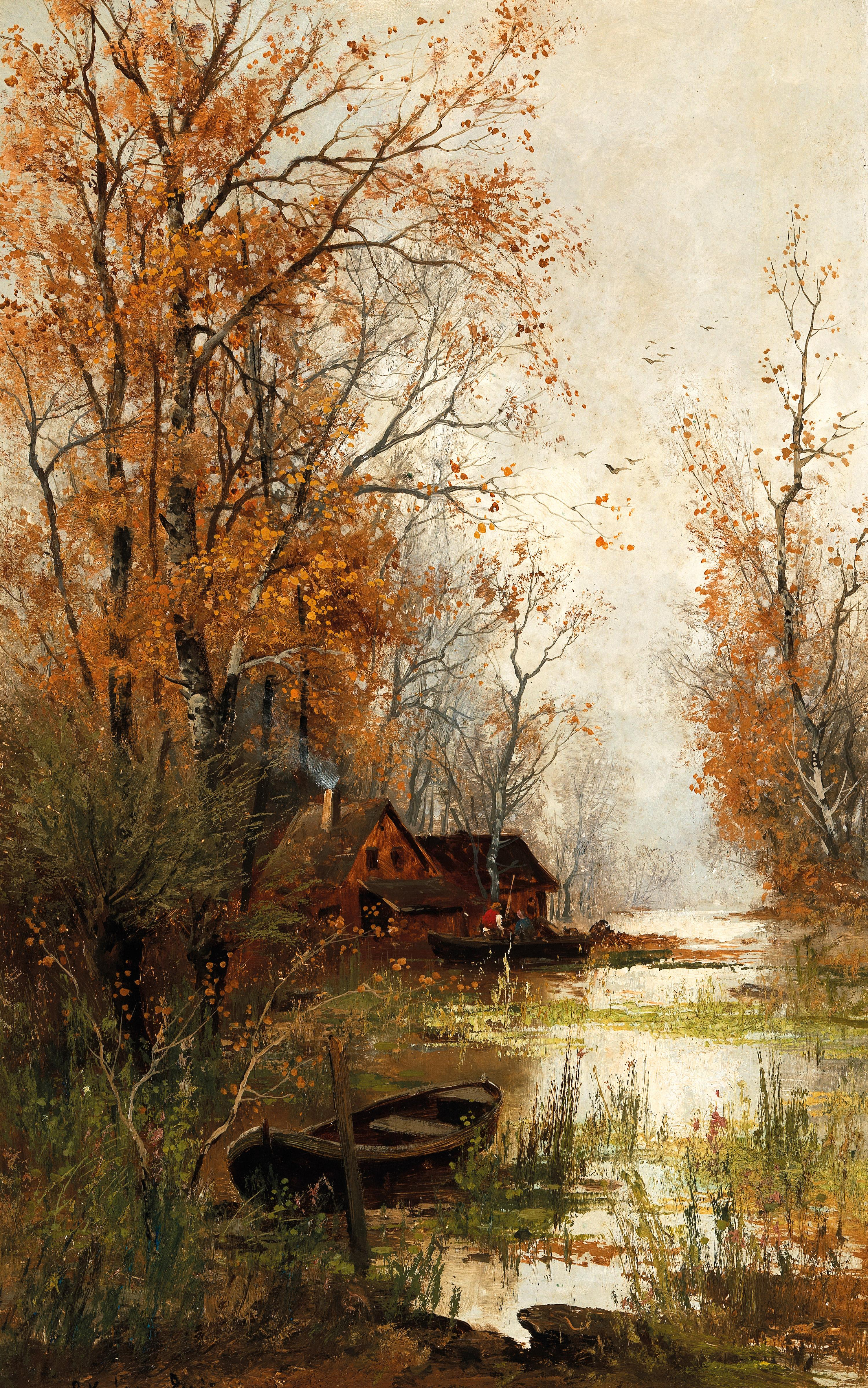
В лесу Фонтенбло
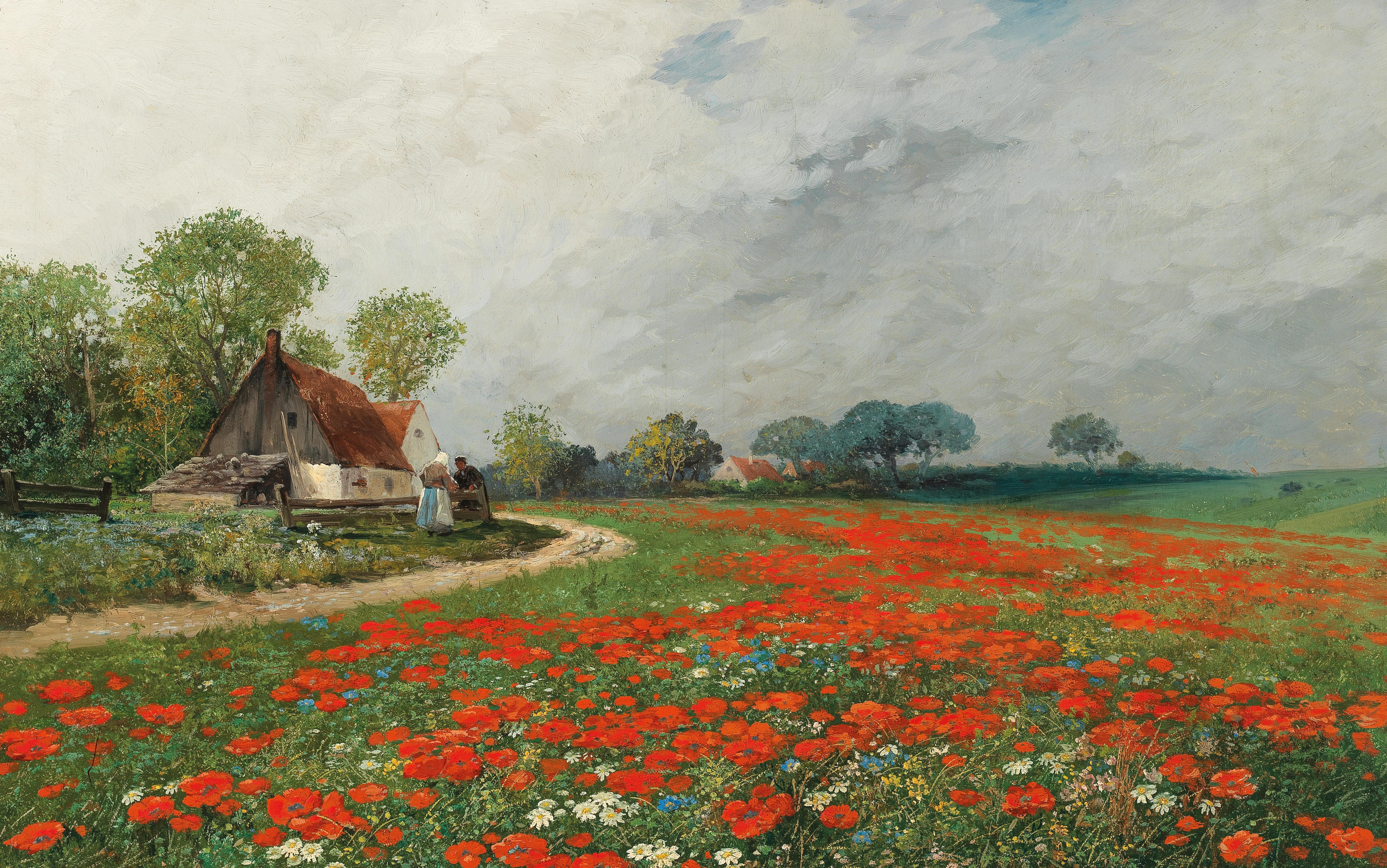
Маковое поле
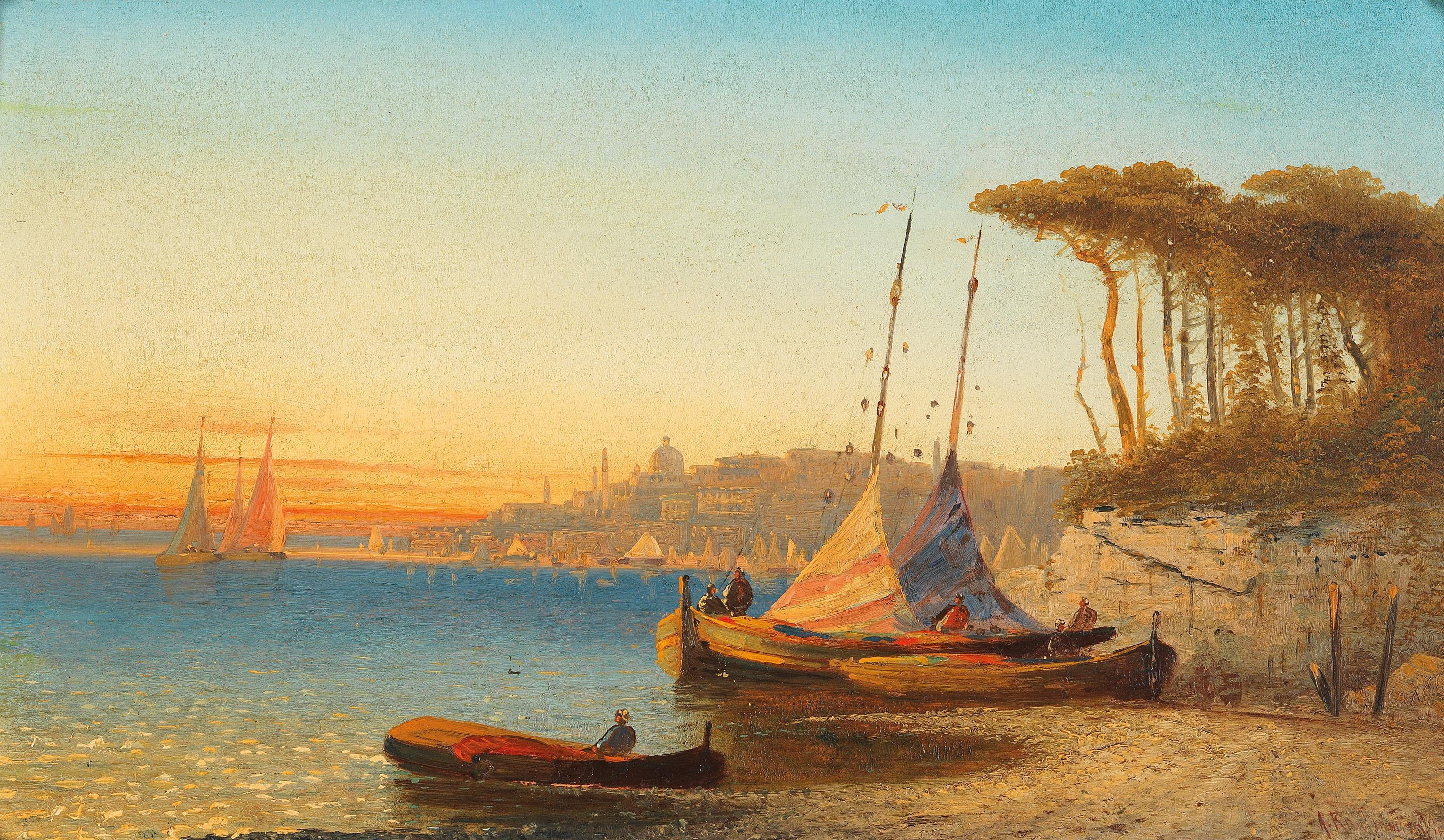
Вид на Неаполь со стороны залива
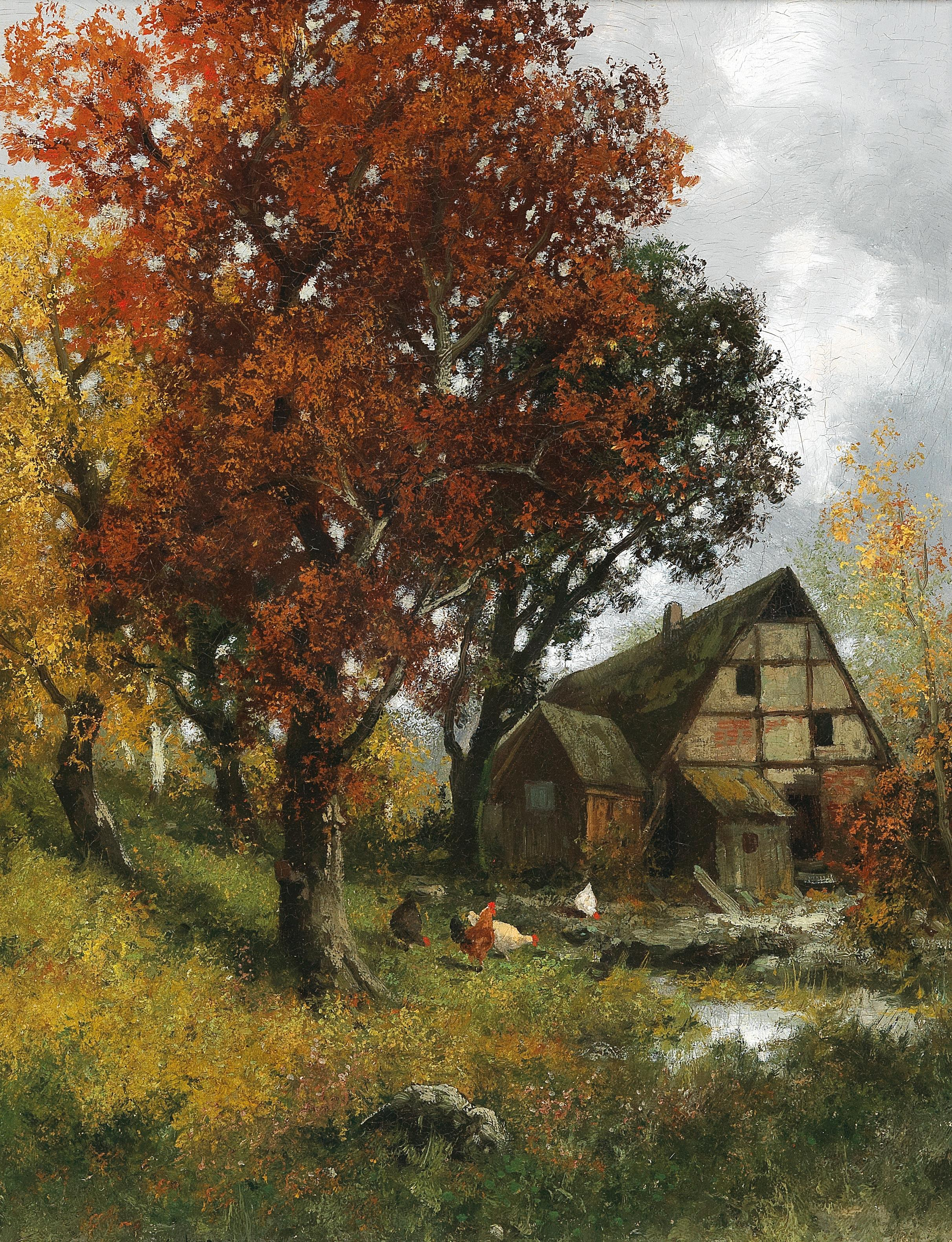
Водяная мельница в осеннем лесу
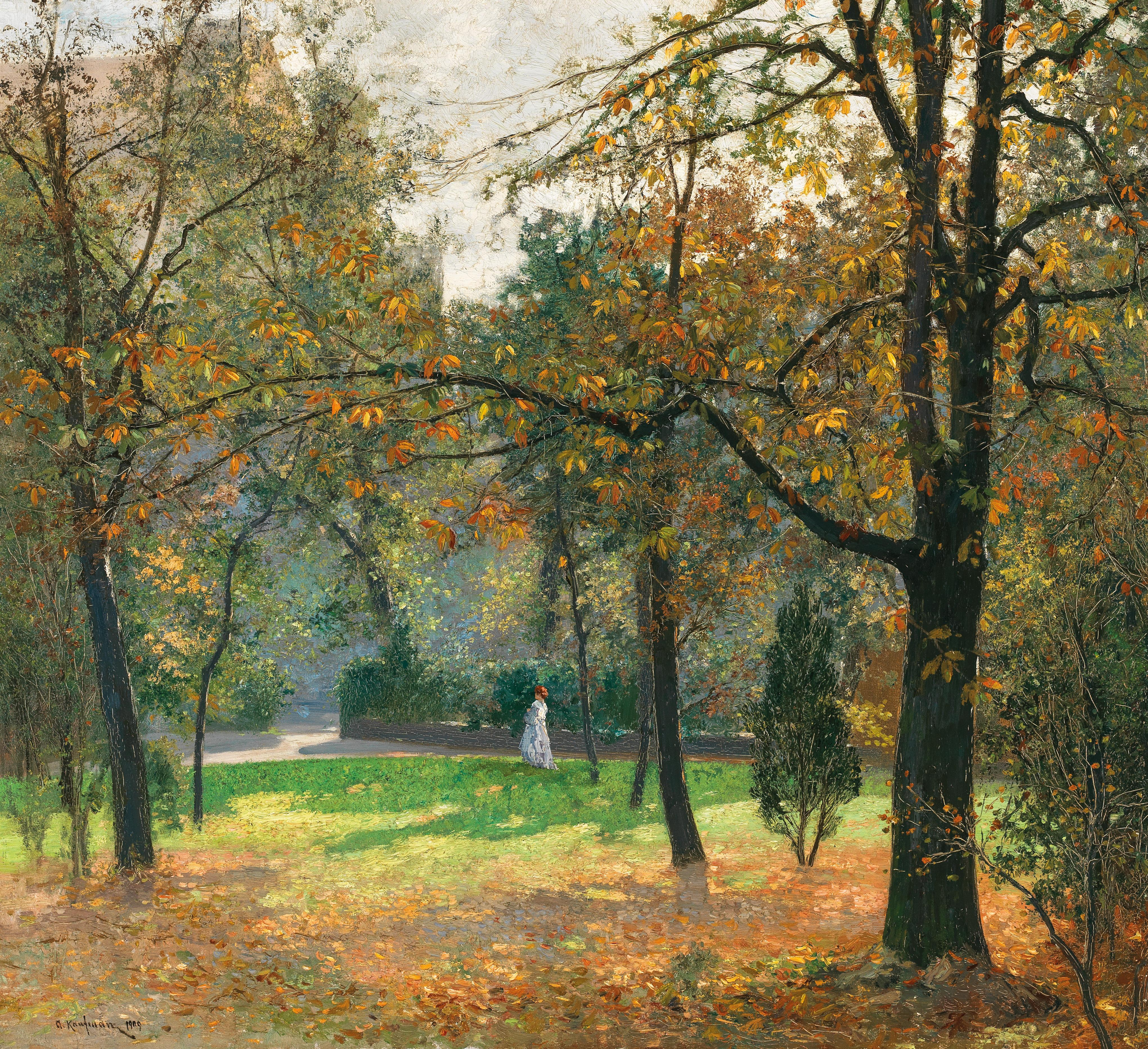
Женщина в парке Пратер
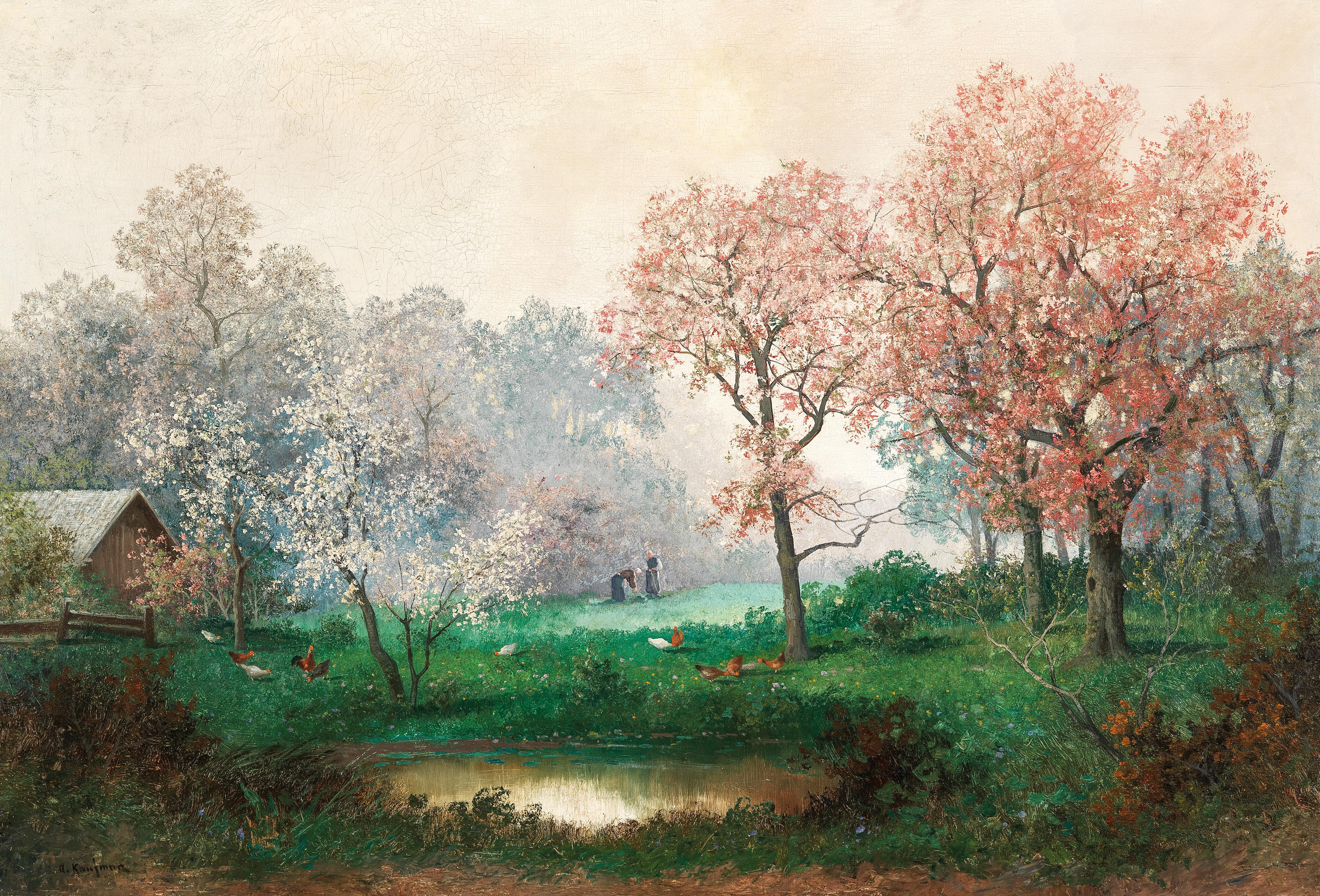
Цветущие деревья
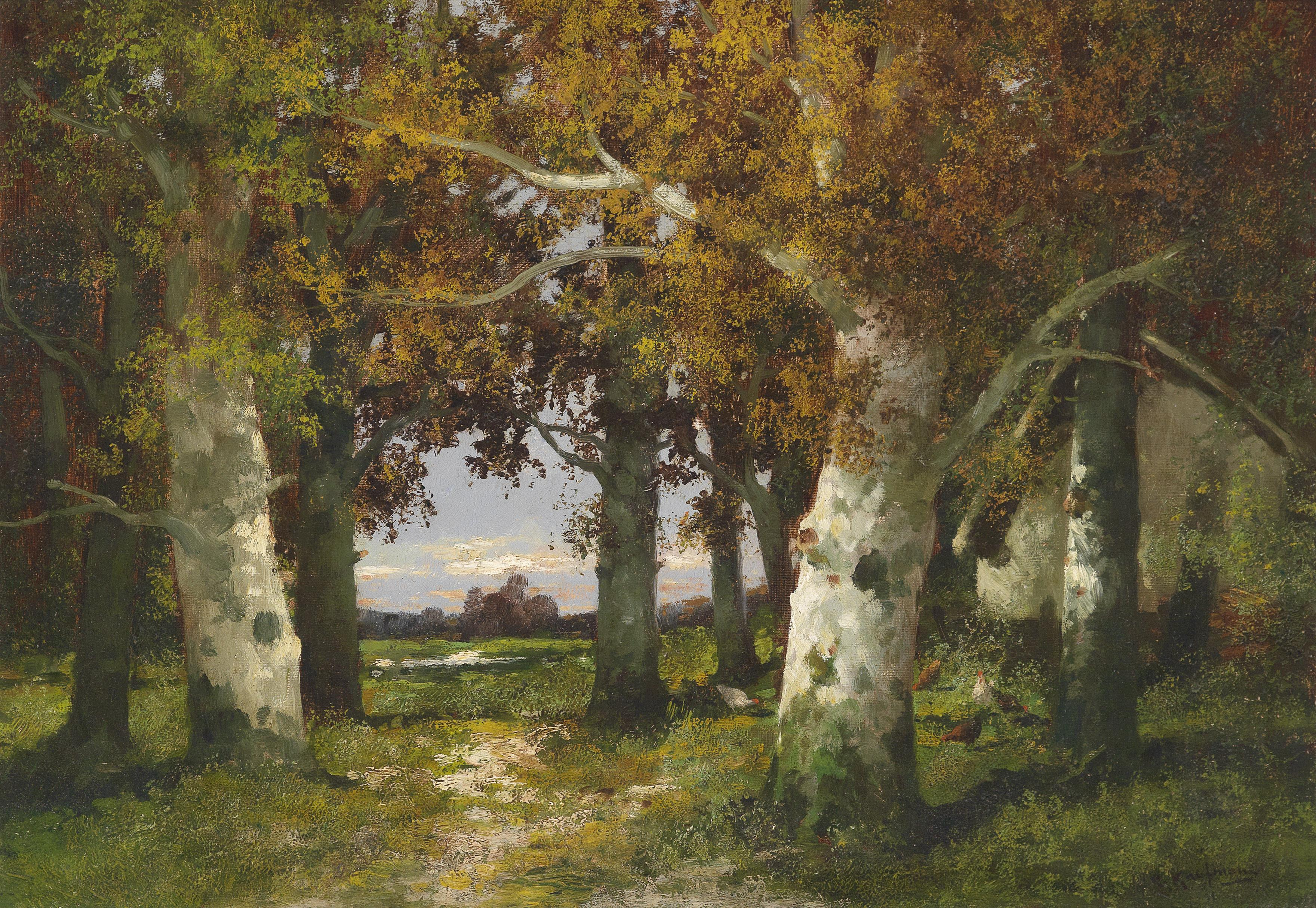
Лесной пейзаж